# 大分バス

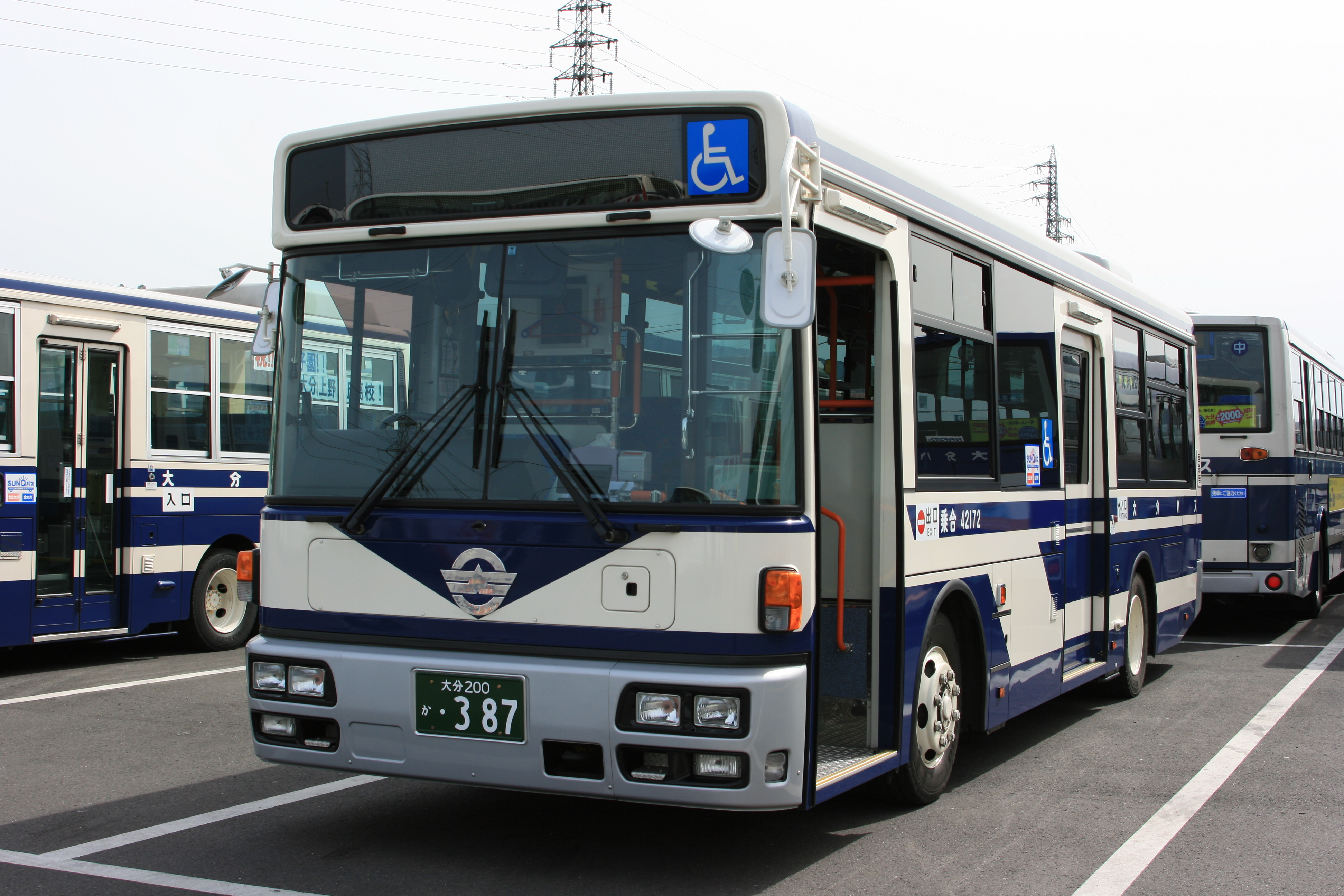
一般路線バス

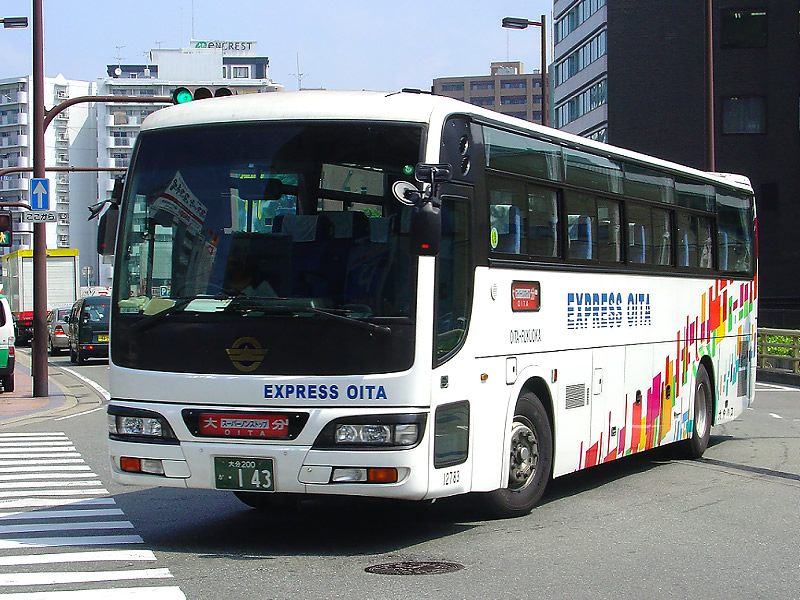
高速バス（とよのくに号）

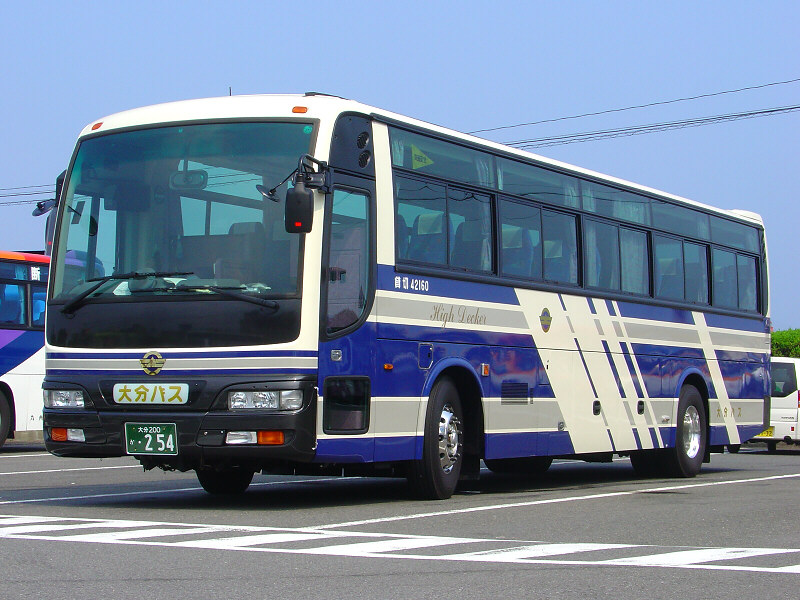
貸切バス

大分バス株式会社（おおいたバス）は、大分県中部及び南部を営業エリアとする乗合バス・貸切バス事業者である。

## 概要
1924年（大正13年）から大分市で「ヤマサ自動車」というタクシー会社を営んでいた佐藤恒彦、山中一夫の2人が1935年に大分市内のバス路線数路線を買収し、個人経営の大分バスを創業した。翌1936年に大分市と鶴崎町を結ぶ路線を買収し、1937年に資本金10万円で株式会社として設立した
。以後、戦時体制下で大分市および大分県南部のバス事業者の吸収合併を進めた。
現在では大分市内の多くの地域と由布市（旧庄内町・挾間町域）以南の大分県全域を営業エリアとしているが、過疎地におけるバス事業を子会社の大野竹田バスおよび臼津交通、コミュニティバスに分離し、大分バス本体の営業エリアは大分市、由布市挾間町が中心である。他社と共同で大分市と各地を結ぶ高速バスも運行する。
1960年代から大分県内に進出した近畿日本鉄道（近鉄）の傘下に入り、近鉄グループの一員となっていたが、2005年に整理回収機構の支援による私的整理が行われ、100%の減資を行った上で新たに出資者を募ることになった。このため、近鉄との資本関係はなくなり、新たに西日本鉄道（西鉄）が2,000万円を出資し、地元企業も支援するほか、大分県も2,000万円の支援を行った。大分バスは2010年3月期に債務超過を解消し、大分県は2013年3月に出資を引き揚げている。
同じ大分県内を運行する大分交通・亀の井バスとは共通回数券を発行していたが、2000年3月1日からは磁気カードとした大分共通バスカードを導入した。2010年12月から2011年度にかけて、大分共通バスカードに代わり、西鉄グループが導入しているICカード「nimoca」を「めじろんnimoca」として導入している。
由布市、佐伯市より委託を受け、由布市コミュニティバス、佐伯市コミュニティバスを運行しているほか、子会社の大野竹田バスが、竹田市より委託を受け、竹田市コミュニティバスを運行している。

## 営業所・車庫
- 大分バス大分中央営業所（大分市大字横尾303番地1）[9]
2005年に大分・高城・大分東の各営業所を統合して開設[10]。高速バス・貸切バスも担当している。
- 大分バス大分南営業所（大分市大字横瀬3179番地3）[9]
1980年7月1日に開設[10]。
- 大分バス佐伯営業所（佐伯市駅前二丁目10番地6）[9]

この他にも各営業所の下に端末と呼ばれる車庫が多数存在する。

## 一般路線バス
大分市・由布市は大分中央・大分南の2営業所で路線バス事業を担っている。佐伯市には佐伯営業所が設置され、佐伯市内の路線や大分 - 佐伯線を担当している。

### 運行している市町村
すべて大分県。高速バスのみ運行している市町村は除く。
- 大分市・由布市・佐伯市・臼杵市・津久見市・竹田市・豊後大野市

## 主なバスターミナル・のりば

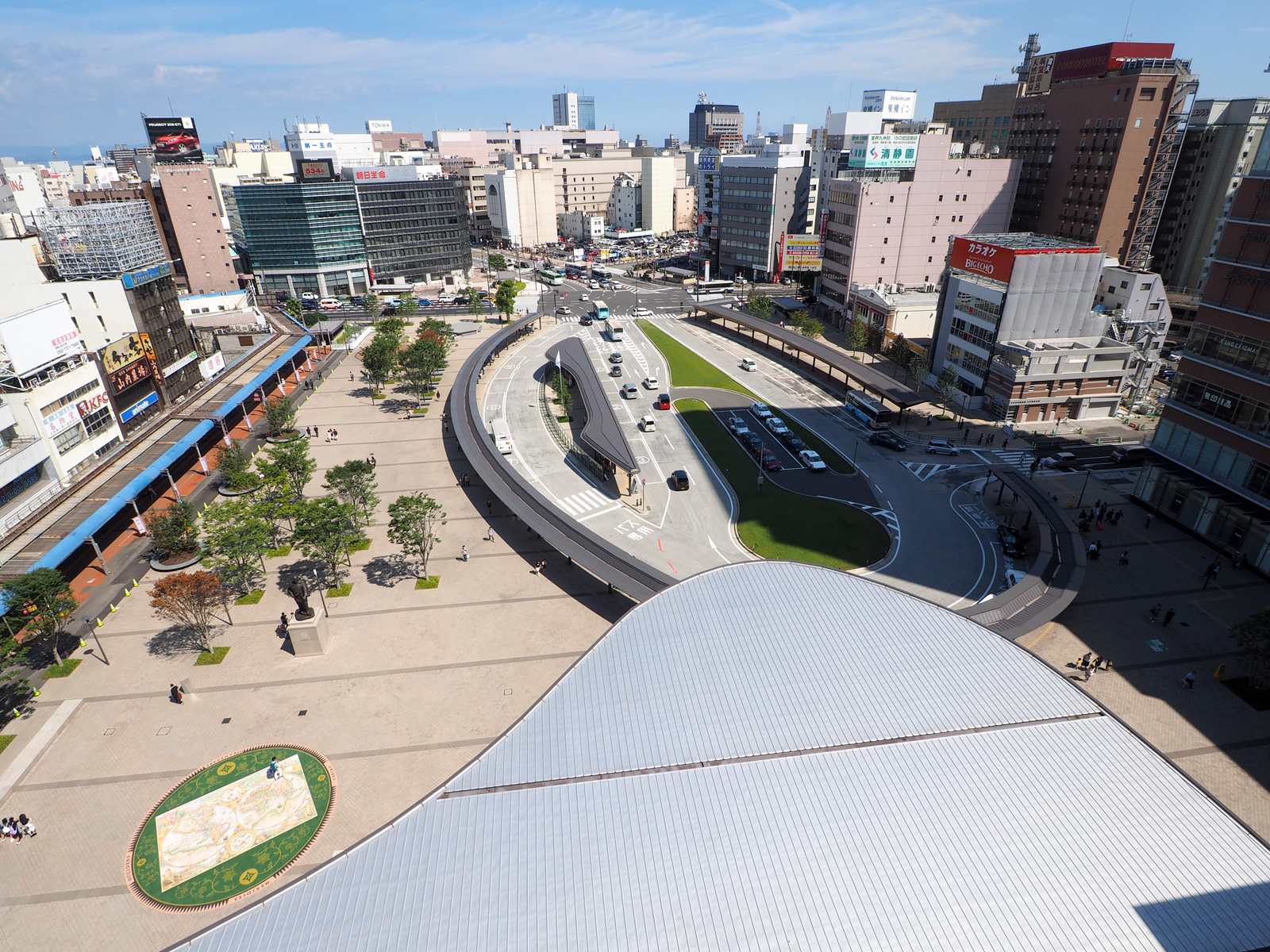
大分駅前のりば

営業所は除く。
- 金池ターミナル（大分市金池町二丁目）
1968年に郊外線のターミナルとして営業開始[10]。
熊本との間を結ぶ特急バスのほか、市外と結ぶバスが発着する。しかし、現在は出札所等の施設は廃止され、ここから乗降できる運行本数も激減しており、ターミナルという名称は残っているものの、ターミナルとしての機能はほとんど失われている。
- 大分駅前（大分市末広町一丁目および中央町二丁目）
大分駅前のりばは、大分駅府内中央口広場およびセントポルタ中央町入口付近に設けられた8つののりばからなり、このうち3-8のりばを大分バスが使用している（7番のりばは大分交通と共同運行する大分きゃんバスが使用）。
こののりばからは、大分市中心部を発着するほぼすべての一般路線バスが利用できる。
- 中央通り（大分市府内町一・二丁目及び中央町一丁目）
1972年に本社ターミナルを廃止するとともに、中央通りにのりばを設置[10]。
中央通りのりばは、中央通り沿いに分散した6つののりばからなる。中央通りのトキハ本店側には4つののりばがあり、1・2番のりばはトキハ本店前に、3番のりばはそのやや駅寄りのシアトルズベストコーヒー（旧マクドナルド）前に、4番のりば（降車のみ）は旧大分パルコ前にある。中央通りを挟んで向かい側には、朝日生命ビル前に5番のりば（高速・特急バスの降車のみ。）、大分オーパ（旧大分フォーラス）前に6番のりばの2つののりばがある[11]。
1・2番のりば近くのトキハ本店1階には、乗客案内所、高速バスを含む乗車券・回数券・バスカード及び定期券販売所、待合所からなる大分バスのりあいバスプラザ（旧総合案内所。大分市府内町二丁目1番39号）がある[10]。
こののりばからは、大分市中心部を発着するすべての高速バス・一般路線バスが利用でき、自動車ターミナル法上のターミナルにはあたらないものの、事実上大分バス最大のターミナルとして機能している。
なお、こののりばは2015年（平成27年）3月までは大分バス本社前という名称であった。1954年（昭和29年）5月の増築の際に、トキハには大分バス本社とバスターミナルが併設され、こののりばのある場所は実際に大分バス本社前であったが、その後さらなる増築に伴いターミナルは金池に移転し、後に本社もターミナルに隣接する大分バス金池ビルに移転。このため、2015年（平成27年）4月のダイヤ改正の際に名称変更を行った[12]。
- 大手前ターミナル（佐伯市大手町二丁目）
2018年3月31日に、旧寿屋佐伯店跡地に建設中の大手前まちづくり交流館に移転[10]。乗客案内や乗車券の販売を行う。佐伯市中心部を発着するすべての一般路線バスが利用できる。
- その他、沿線のJR臼杵・津久見・佐伯の各駅前や子会社の本社がターミナルとしての機能を有する。

## 現行路線

### 高速バス
- 大分・別府 - 福岡「とよのくに号」
  - 大分交通・亀の井バス・西日本鉄道と共同運行
- 大分・別府 - 長崎「サンライト号」
  - 大分交通・長崎自動車・長崎県交通局と共同運行
- 大分・別府・宇佐・中津 - 神戸・大阪・京都「SORIN号」
  - 近鉄バスと共同運行

### 都市間特急バス
- 大分 - 竹田 - 阿蘇 - 熊本「やまびこ号」

九州産交バスと共同運行

### 一般路線バス（大分市発着路線）

#### 系統番号について
2006年12月より、大分市内を走る一般路線バス全路線に対して、従来の行き先番号制に代わってアルファベットと数字を組み合わせた系統番号制が導入された。先頭のアルファベットが「基幹経路」を、次にくる数字の十の位が「準基幹経路」（基幹経路からの分岐点）を、一の位が終点を示すもので、大分交通・大分バス共通の制度である。
基幹経路については、中心部からほぼ真北へ向かう経路を「A」（新川方面、大分交通担当）とし、以下経路の方角に対して時計回り（東回り）に「B」（中島方面、大分交通）「C」（大洲・岩田・臨海経由鶴崎方面、大分バス）とアルファベット順に記号をつけ、最後が北西方向の「R」（春日神社経由、大分交通）となる。ただし「I」「N」「O」の記号は使われない。
大分バス運行各路線の系統番号を大まかに分類すると次のようになる。
- アルファベットなし：
  - 10番台：上野線、古国府循環
  - 20番台：中心市街地循環バス（大分きゃんバス）
  - 30番台：スクールバス各線（大分市中心部発着路線を除く）
  - 50番台：わさだタウン発着各線（大分市中心部発着路線を除く）
  - 60番台：鶴崎発着各線
- 「C」：大洲・岩田町方面、臨海経由鶴崎方面（国道197号舞鶴橋近隣地区、県道22号臨海産業道路東方面）
  - 10番台：大洲循環
  - 20番台：岩田循環
  - 30番台：大洲・岩田循環
  - 50番台：臨海経由鶴崎線
- 「D」：萩原・高城方面（国道197号中津留停留所以東、旧「つ」の大部分）
  - 20番台：柳通り・花高松方面
  - 30番台：牧・小池原経由一里塚線
  - 40番台：萩原経由明野団地・パークプレイス方面
  - 50番台：高城・池の平経由パークプレイス方面
  - 60番台：皆春団地経由森町方面
  - 70番台：高城経由鶴崎・大在・坂の市・佐賀関方面
  - 80番台：鶴崎経由丸亀線、鶴崎経由宮河内団地線
- 「E」：滝尾・明野方面、米良バイパス方面（県道21号滝尾橋以東、旧「た」の大部分）
  - 10番台：羽田循環
  - 20番台：米良線
  - 30番台：米良バイパス・パークプレイス方面
  - 40番台：明野団地循環・大分高校方面
  - 50番台：明野西町経由法勝台線
  - 60番台：猪野経由松岡・桃園団地・森町・丸亀方面
  - 70番台：猪野経由宮河内団地・大分東高校方面
- 「F」：元町経由府内大橋方面（国道10号府内大橋以南、旧「ふ」の大部分）
- 「G」：大道経由府内大橋方面（国道10号府内大橋以南、旧「あ」のうち府内大橋方面）
- 「H」：大道・大分県立病院経由（国道10号府内大橋以南および畑中行、旧「あ」のうち県立病院経由便）
- 「J」：大道経由豊饒方面（旧「あ」のうち豊饒経由畑中線）
- ※「F」・「G」・「H」・「J」の十の位の分類は共通、ただし「J」は10番台・90番台のみ
  - 10番台：畑中線（「J」のみ）
  - 20番台：寒田団地方面、光吉台団地方面（「H」のみ）、大道・府内大橋経由トキハわさだタウン（「G」のみ）
  - 30番台：敷戸団地・星和台方面
  - 40番台：大分大学・高江ニュータウン・大南団地方面
  - 50番台：戸次線、榎峠経由臼杵（「G・H」のみ）方面
  - 70番台：竹田・佐伯（「G・H」のみ）方面
  - 90番台：高城経由鶴崎線との直通系統
  - -0番台：鶴崎 - 敷戸団地・星和台方面
- 「K」：大道経由明磧方面（国道442号明磧橋以南、旧「あ」のうち明磧方面）
  - 10番台：上田尻経由田尻グリーンハイツ線、ふじが丘・田尻グリーンハイツ線
  - 20番台：明磧経由トキハわさだタウン方面各線
  - 30番台：松が丘経由富士見が丘・緑が丘方面
  - 40番台：二豊団地・萌葱台・宗方台方面
  - 50番台：木の上経由野津原方面
  - 60番台：木の上経由富士見が丘・緑が丘方面、大洲運動公園線との直通系統（緑が丘発富士見が丘・木の上経由便）
  - 70番台：木の上経由向の原駅線
  - 80番台：大洲運動公園線との直通系統（緑が丘発富士見が丘・松が丘経由便）
  - 90番台：高城経由鶴崎線との直通系統（田尻グリーンハイツ発ふじが丘経由便、松が丘経由富士見が丘・緑が丘方面）
  - -0番台：高城経由鶴崎線との直通系統（木の上経由富士見が丘・緑が丘方面）
- 「L」：大道経由賀来方面（県道207号医大バイパス方面、旧「か」全路線）
  - 20番台：大学病院経由各線
  - 60番台：国分団地経由向の原線
- 「M」：大道経由三ヶ田町方面（県道601号方面、旧「お」のうち城南団地線）
  - 10番台：城南団地線
  - 90番台：柳通り・花高松方面及び高城経由鶴崎線の直通系統

なお、頭文字の異なる2方面を直通する系統の場合は、順番が後になる方のアルファベットが付けられる（頭文字なしを一番前とみなす）。例えば、
- 上野 - 大分 - 大洲運動公園線の場合は、大洲側の「C」
- 緑が丘 - 大分 - 大洲運動公園線の場合は、緑が丘側の「K」

が系統番号の頭文字となる。
ただし、以下の例外がある。
- 大分 - 萩原 - 大分高校 - 米良バイパス - 大分を循環運行する路線の場合、先に経由する側のアルファベットを使用する（萩原先まわりは「D」、米良バイパス先まわりは「E」）。
- 旦の原発米良バイパス経由県庁正門前行きの記号は「E」となる（国道10号大分南バイパス - 米良バイパス経由で運行）。

なおこの節において、大分市中心部発着路線の起終点を便宜上全て「大分」と記載しているが、実際は各方面別に始発・終着停留所が異なる。始発地については、舞鶴町方面へ向かう便では「大分駅前」が始発、熊本行き特急バスと臼杵・佐伯・竹田行きは「金池ターミナル」、その他は「県庁正門前」が始発地となっている。大分行きでは、舞鶴町方面と元町・明野方面からでは「大分駅前」、大道方面からの便は「コンパルホール入口」が終点となる（表記は、大分県庁前）。尚、一部の便は、大分駅前から先、ホルトホール大分（新設）→楊志館高校→西山公園下→菜の本→上野ヶ丘中学校前→金池南二丁目（終点）と延伸する。
- 大分市中心部の経路
  - 舞鶴町方面： - 県庁前 - 竹町 - 中央通り - 大分駅前
  - 大道方面： - 大分駅前 - 中央通り - 竹町 - 県庁正門前
  - 元町・下郡方面から：→県庁正門前→竹町→中央通り→大分駅前
  - 元町・下郡方面へ：県庁正門前→竹町→中央通り→大分駅前→元町または下郡方面へ
  - 元町方面から鶴崎方面へ直通する便：→大分駅前→中央通り→竹町→県庁前→舞鶴町方面へ

#### アルファベットなし
※わさだタウン発着路線（50番台）は基幹経路「K」を参照。

##### 上野線
- 10：大分 - 上野ヶ丘中学校 - 上野ヶ丘高校 - 上野

駅南側の上野丘地区へ向かう路線。短い路線であるが、大洲循環線・岩田循環線との直通運行（C1*・C2*）が多数設定されている。

##### 古国府循環線
- 11：大分→大道→上田町→仏光寺→古国府→六坊町→大分
- 12：大分→六坊町→古国府→仏光寺→上田町→大道→大分

中心部南側の古国府地区を循環する路線。JR久大本線古国府駅とはやや離れた道を通る。
大分きゃんバス
- 21：要町 - 大分駅前7番 - 中央通り6（セントポルタ前） - 竹町赤レンガ通り - 昭和通り - オアシス広場前（県立美術館南） - 大道校区公民館前 - 大分駅上野の森口 - ホルトホール大分 - 東大道1丁目 - 大分県立聾学校前 - 上野丘公園 - 大分市美術館
- 22：大分市美術館 - 上野丘公園 - 大分県立聾学校前 - 東大道1丁目 - ホルトホール大分 - 大分駅上野の森口 - 大道校区公民館前 - ガレリア竹町西 - オアシスひろば前（県立美術館南） - 昭和通り - 大分市役所合同新聞社前 - 県庁正門前 - コンパルホール入口 - 金池 - 大分駅前 - 要町

大分交通と共同運行。また、循環運行となっている。

##### スクールバス各線
- 32：高城駅前 - 池の平 - 天然塚東 - 旭町 - 明野東口 - 大分高校 - 情報科学高校
- 35：坂ノ市駅 - 大分東高校
- 36：緑が丘（大分南営業所） - 富士見が丘 - 松が丘 - 明磧 - 府内大橋 - 宮崎 - 大分大学正門 - 旦の原 - 高江中央公園 - 大分南高校

通学路線で、休校日は運休となる。35系統は途中ノンストップ。なお35系統は、2003年3月31日のジェイアール九州バス坂ノ市線廃止に伴い通学の足を確保するために開設された路線である（開設当初は行先番号なし）。2017年3月31日をもって、別府大学短期大学部への30系統が廃止されている。

##### 鶴崎発着各線
- 61：鶴崎駅前←鶴崎←堂園←関門←丸亀
- 63：鶴崎 - 鶴崎駅前 - 別保橋 - 森町 - 金の手南 -中筋 －パークプレイス
  - 2011年10月1日、63を新設。
  - 2012年10月1日、62を廃止。
  - 2013年4月1日、64を新設。
  - 2018年4月1日、60・61・64を廃止。
  - 2018年7月16日、61を復活。

#### 基幹経路「C」

##### 大洲循環線
- C10：上野→大分→舞鶴町→競技場前→大洲運動公園→大空団地→舞鶴町→大分→上野
- C11：大分→舞鶴町→競技場前→大洲運動公園→大空団地→舞鶴町→大分→上野
- C12：上野→大分→舞鶴町→競技場前→大洲運動公園→大空団地→舞鶴町→大分
- C13：大分→舞鶴町→競技場前→大洲運動公園→大空団地→舞鶴町→大分
  - 2008年4月1日、大分交通の県立図書館線乗り入れ便における運行途中での系統番号変更を解消し、系統番号を全線で統一。

大分川右岸、国道197号北側の臨海地区を循環する路線。大分市営陸上競技場や新大分球場、大洲運動公園などへのアクセス路線でもある。上野線（C10・C11・C12）および富士見が丘・緑が丘線との直通運行（K65・K88、循環せず商業高校終点）が設定されている。また、大分交通の田室町経由県立図書館線との相互乗り入れ運転を行っており、その場合は運行途中で系統番号を変更していたが、2008年4月1日より解消されている。

##### 岩田循環線
- C20： 大分→舞鶴町→古ヶ鶴公民館入口→岩田町二丁目→舞鶴町→大分→上野
- C21： 大分→舞鶴町→古ヶ鶴公民館入口→岩田町二丁目→舞鶴町→大分
- C22：上野→大分→舞鶴町→古ヶ鶴公民館入口→岩田町二丁目→舞鶴町→大分

大分川右岸国道197号南側の古ヶ鶴・岩田町地区の住宅地を循環する路線。一部は上野線との直通運行（C20・C22）となる。

##### 大洲・岩田循環線
- C30：大分→舞鶴町→競技場前→大洲運動公園→大空団地→古ヶ鶴公民館入口→岩田町二丁目→舞鶴町→大分

前述の大洲循環線と後述の岩田循環線をあわせた路線。他方面との直通運行はない。

##### 臨海経由鶴崎線
- C50：大分 - 舞鶴町 - 大空団地 - 日本製鐵正門 - 日岡 - 三佐 - 住友前 - 鶴崎駅前 - 鶴崎

大分と鶴崎を臨海産業道路経由で結ぶ路線。大分から鶴崎へ向かうには遠回りとなるため、行き先表示は「日本製鐵正門前・三佐（鶴崎）」となっている。国道197号舞鶴橋を渡り、中津留一丁目交差点を左折、県道22号臨海産業道路を東へ進む。八坂停留所を出ると小中島川を渡る橋の手前で左折、三佐停留所まで行って折り返し、再び臨海産業道路を八坂まで戻り、その先で左折し、住友化学の工場沿いに南下して鶴崎へ至る。
平成初期まで、朝10:00大分発便のみ、海事官庁前 - 乙津泊地経由便が片道のみ存在した。

#### 基幹経路「D」

##### 柳通り経由花高松・三ツ川・海原橋線
- D20：大分 - 舞鶴町 - 花津留 - 萩原東町 - 花高松
- D22：大分 - 舞鶴町 - 花津留 - 萩原東町 - 花高松 - 三ツ川 - 海原橋 - 鶴崎駅前 - 鶴崎
- D23：大分→舞鶴町→花津留→萩原東町→花高松→池の平→天然塚東
  - 2007年3月31日、敷戸団地・星和台方面との直通系統を廃止。
  - 2008年4月1日、D23を新設。

柳通り経由の路線。花津留停留所の先、裏川を渡って乗越交差点を左折し国道197号を離れる。花高松にはかつて高城営業所があり、その当時大分 - 花高松間は出入庫路線の1つとして多数の運行があったが、現在は1時間あたり2本程度の運行となっている。花高松から先三ツ川・海原橋方面への運行本数は極めて少ない。城南団地線との直通運行（M90・91・92・95）が多数設定されており、このうちM92は東浜方面（旧D10・現M93の経路）を経由する。尚、D21は、かつて大分から花高松・三ツ川間の区間運行をしていたがのちにM91として統合され、廃止された。

##### 牧経由一里塚線
- D30：要町 - 大分 - 舞鶴町 - 花津留 - 牧 - 高城西 - 小池原 - 猪野 - 一里塚
  - 2005年3月31日、一里塚 - パークプレイス大分間を廃止。
  - 2017年10月1日、全便を要町へ延伸

大分市中心部から大分市横尾の一里塚へ向かう路線。猪野 - 一里塚間へは明野経由けやき台線の方が安く早い。

##### 萩原経由明野団地・パークプレイス方面
（東原経由）
- D40：要町 - 大分 - 舞鶴町 - 花津留 - 萩原 - 東原 - アクロス前 - 明野東口 - 大分高校
- D41：要町 - 大分 - 舞鶴町 - 花津留 - 萩原 - 東原 - アクロス前 - 明野東口 - 大分高校 - 情報科学高校
- D42：要町 - 大分 - 舞鶴町 - 花津留 - 萩原 - 東原 - 明野西町 - 天然塚 - 旭町 - 明野東口 - 大分高校
- D46：大分→舞鶴町→花津留→萩原→東原→アクロス前→明野東口→大分スポーツ公園東→公園通り中央→パークプレイス大分→大分高校(→米良バイパス経由で大分へ)
- D47：大分 - 舞鶴町 - 花津留 - 萩原 - 東原 - アクロス前 - 明野東口 - 大分スポーツ公園東 - 公園通り中央 - パークプレイス大分

池の平経由
- D51：要町←大分←舞鶴町←花津留←萩原←高城←池の平←紅陽台←アクロス前←明野東口←大分スポーツ公園東←パークプレイス大分←運転免許センター
- D51：要町 - 大分 - 舞鶴町 - 花津留 - 萩原 - 高城 - 池の平 - 紅陽台 - アクロス前 - 明野東口 - 大分スポーツ公園東 - パークプレイス大分 - 運転免許センター - 京が丘
- D51：要町←大分←舞鶴町←花津留←萩原←高城←池の平←紅陽台←アクロス前←明野東口←大分スポーツ公園東←パークプレイス大分←運転免許センター←京が丘←浄雲寺←菰田
- D53：要町 - 大分 - 舞鶴町 - 花津留 - 萩原 - 高城 - 池の平 - 紅陽台 - アクロス前 - 明野東口 - 大分スポーツ公園東 - パークプレイス大分
  - 2005年4月1日、つ44（旧D51：大分 - 池の平 - パークプレイス大分）開設。
  - 2007年3月31日、D44廃止。
  - 2011年1月17日、池の平経由パークプレイス・運転免許センター線を京が丘へ延伸。系統番号はD51を使用し、D52は廃止。
  - 2014年4月1日、D45を廃止、池の平経由京が丘線の一部便を浄雲寺へ延伸。系統番号はそのままD51を使用。
  - 2017年4月1日、D43を廃止、池の平経由京が丘線の一部の便でパークプレイス・運転免許センターに短縮、菰田へ延伸。D53を開設
  - 2017年10月1日、全便を要町へ延伸。

国道197号経由で明野団地へ向かう路線。大分市中心部から明野地区へ向かうにはやや遠回り。国道197号沿線の各地区からパークプレイスへのアクセス路線としての役割も果たす。D46はそのまま米良バイパス経由で大分まで運行される（E32などと同一経路）。D51終点（一部便）の京が丘は新興の戸建住宅団地で、団地内では両方向とも京が丘コスモ公園→京が丘ペガサス公園→京が丘センターハウスの順に停車。京が丘発着の大分発が京が丘センターハウスどまり、大分行きは京が丘コスモ公園始発となる。

##### 高城経由森町・横尾方面
- D60：大分 ← 舞鶴町 ← 花津留 ← 萩原 ← 高城 ← 皆春団地 ← 森町 ← 金の手南 ← 横尾 ← 松岡 ← 菰田
- D61：大分 → 舞鶴町 → 花津留 → 萩原 → 高城 → 皆春団地 → 森町 → 金の手南 → 横尾
  - 2005年4月1日、つ35（D61）、つ90（D62）開設。
  - 2008年4月1日、D61・D62を廃止。
  - 2011年1月17日、京が丘への乗り入れ開始。
  - 2016年4月1日、（大分発便のみ）京が丘への乗り入れ廃止。D61復活。
  - 2017年4月1日、（大分行きのみ）京が丘への乗り入れ廃止。

平日1往復のみ運行される。

##### 高城・鶴崎・大分市東部方面
- D50：大分←舞鶴町←花津留←萩原←高城駅前
- D70：大分 - 舞鶴町 - 花津留 - 萩原 - 高城 - 鶴崎駅前 - 鶴崎
- D71：大分 - 舞鶴町 - 花津留 - 萩原 - 高城 - 鶴崎駅前 - 鶴崎 - 志村 - 大在駅裏 - 曙台入口 - 城原
- D73：大分←舞鶴町←花津留←萩原←高城←鶴崎駅前←鶴崎←志村←大在駅前←横塚東
- D75：大分 - 舞鶴町 - 花津留 - 萩原 - 高城 - 鶴崎駅前 - 鶴崎 - 志村 - 大在駅前 - 横塚東 - 坂の市 - 中細 - 幸崎駅 - 佐賀関（一部は急行）
- D77：大分 - 舞鶴町 - 萩原 - 高城 - 鶴崎 - 志村 - 大在駅前 - 大分医療センター - 坂の市 - 幸崎 - 佐賀関（急行・高城より普通）
- D80：大分 - 舞鶴町 - 花津留 - 萩原 - 高城 - 鶴崎駅前 - 鶴崎 - 堂園 - 関門 - 丸亀
- D81：大分 - 舞鶴町 - 花津留 - 萩原 - 高城 - 鶴崎駅前 - 鶴崎 - 志村 - 陽光台 - 宮河内ハイランド
  - 2002年4月1日、佐賀関線の特急便を急行便に格下げ。佐賀関線の急行区間を大分 - 高城に変更。
  - 2003年4月1日、佐賀関線の幸崎駅に乗り入れ開始。
  - 2004年10月1日、つ61：佐野線、つ73：望みが丘線を廃止。
  - 2005年4月1日、つ36（現D80）、つ37（現D81・D82）開設。
  - 2006年3月31日、鶴崎方面の路線再編。つ63：日本文理大学経由佐野線、つ65：大在駅前経由中細線、つ67：大在駅裏経由急行佐賀関線、大分医療センター方面各線（つ69：医療センター線、つ70：急行佐賀関線、つ92：臼杵経由急行津久見駅線）を廃止。つ72：曙台・城原線の団地内乗り入れ廃止。
  - 2009年4月1日、D74・J92：大在車庫線を廃止。D76・J90：横塚東線を新設。
  - 2011年10月1日、D77：大分医療センター線運転再開
  - 2014年4月1日、D76を廃止
  - 2017年4月1日、D75の一部を普通便に格下げ
  - 2021年4月1日、D72を廃止
  - 2022年4月1日、D82を廃止

大分市中心部から国道197号（豊後街道）を東へ向かい、市東部の高城・鶴崎・大在・坂ノ市・佐賀関などへ向かう路線。大分 - 鶴崎間は日中でも多数運行されており、幹線的存在である。また土曜・日祝には、大学病院線（L96・L97）、ふじが丘・田尻線（K92）、富士見が丘・緑が丘線（K93・K96・K-3・K-6、畑中線（J91・H92）、敷戸団地・星和台線（F97・G97・F-1・G-1）との直通運行がされているが畑中線については平日の一部便も直通する。坂の市止め（D72）は、佐賀関線の区間便的存在である（2006年の路線短縮までは中細（当時、端末あり）まで運転されていた。この路線短縮で坂ノ市東部地区の最終が90分近く早まった。）中細線は1990年代までは終日1時間に1～2本と多数運行されていたが、現在は前述の通り朝・深夜のごく限られた本数となっている。佐賀関線（D75）の急行運転区間は中央通り - 高城間で、以東は各停。ジェイアール九州バス（当時）佐賀関線の廃止に伴い、幸崎駅の駅前まで乗り入れるようになった。また以前は、急行便より停留所数を絞った特急便や大在駅裏経由も設定されていた。車両は1980?90年代は観光バスからの格下げ車両（中扉増設）やワンロマタイプの車両、更にはテレビを設置した車両も運行され、2000年代初期では貸切格下げのハイデッカー車両が使われていたが、現在は全便一般車両に置き換えられた。城原線（D71）は以前は曙台行きまたは曙台経由城原行きで運行されていたが、現在は曙台団地内には乗り入れていない。

#### 基幹経路「E」
※E39：旦の原・高江ニュータウン→米良バイパス→大分線は基幹経路「F」・「G」・「H」・「J」を参照。

##### 羽田循環線
- E11：大分→下郡→羽田→滝尾校区公民館前→大分こども病院→元町→大分
- E13：大分→元町→大分こども病院→滝尾校区公民館前→羽田→下郡→大分
- E15：大分→下郡→羽田→滝尾校区公民館前→下郡バイパス→大分
- E16：大分→下郡バイパス→滝尾校区公民館前→羽田→下郡→大分

中心部東側、大分川東岸の羽田地区を循環する路線。
- - 2020年10月1日、滝尾循環を羽田循環に改称

##### 米良線
- E20：大分 - 北下郡 - 長谷団地入口 - 米良

中心部南東の米良へ向かう路線。米良バイパスは経由せず、下郡、羽田地区の住宅地を抜けて、片島地区にある終点米良へ至る。道が狭い区間があるため、中型車で運行される。

##### 米良バイパス経由パークプレイス線
- E30：大分→北下郡→米良バイパス入口→パークシティ明野→大分高校→パークプレイス大分→公園通り中央→大分スポーツ公園東(→萩原経由で大分へ)
- E31：大分→北下郡→米良バイパス入口→パークシティ明野→大分高校→情報科学高校→パークプレイス大分→公園通り中央→大分スポーツ公園東（→萩原経由で大分へ）
- E32：大分 - 北下郡 - 米良バイパス入口 - パークシティ明野 - 大分高校 - パークプレイス大分 - 公園通り中央
- E34：大分 - 北下郡 - 米良バイパス入口 - パークシティ明野 - 大分高校 - 情報科学高校 - パークプレイス大分 - 公園通り中央
  - 2007年4月1日、E34開設。
  - 2018年4月1日、E31･E33を廃止。
  - 2019年4月1日、E31復活。

米良バイパス経由で藤の台、ゆめが丘、パークシティ明野など、比較的新しい住宅団地を結ぶ路線。E30・E31系統は萩原経由で大分まで運行される。

##### 北下郡経由明野団地・大分高校方面
（アクロス前経由）
- E40：大分→北下郡→明野南町→アクロス前→大分高校→明野東口→旭町
- E41：大分→北下郡→明野南町→アクロス前→大分高校→明野東口→旭町→天然塚→明野南町→北下郡→大分（明野団地循環）
- E43：明野中学校・大分高校→明野東口→旭町→天然塚→明野南町→北下郡→大分

（明野西小前経由）
- E45：大分→北下郡→明野南町→明野西小前→大分高校
- E46：大分 - 北下郡 - 明野南町 - 明野西小前 - 大分高校 - 情報科学高校 - 運転免許センター
- E47：大分 - 北下郡 - 明野南町 - 明野西小前 - 大分高校 - 運転免許センター
  - 2005年4月1日、た31明野団地循環線の経路を明野西小前経由からアクロス前経由へ変更。
  - 2007年3月31日、E42情報科学高校経由明野団地循環線を廃止。
  - 2008年4月1日、E52を新設。
  - 2013年4月1日、E52を廃止。
  - 2014年4月1日、E44を廃止。

県道21号経由で大分市中心部東郊の住宅団地である明野団地へ向かう路線。団地南端にある大分高校・情報科学高校へのアクセス路線でもある。運行の中心となるのはE41：明野団地循環で、毎時1-2本程度運行。明野西小前経由便は本数が少なく、登下校時刻および運転免許センターの試験・講習の時刻に合わせたダイヤで運行している。

##### 明野西町経由法勝台線
- E50：大分→北下郡→明野南町→明野西町→紅陽台→猪野団地入口→法勝台三丁目→法勝台一丁目→猪野団地入口（→明野西町経由大分へ）
- E51：大分→北下郡→明野南町→明野西町→紅陽台→猪野団地入口→法勝台三丁目→法勝台一丁目
- E51：法勝台三丁目→法勝台一丁目→猪野団地入口→紅陽台→明野西町→明野南町→北下郡→大分
  - 2005年3月31日、た32：明野西町・法勝台経由高城線、明野センター・法勝台・高城経由花高松線を廃止。
  - 2005年4月1日、た32：法勝台循環線を開設。

法勝台を循環して来た道を大分へ戻る。概ね毎時1本運行。

##### 明野経由大分市東部方面
（松岡方面）
- E60：大分 - 北下郡 - 明野南町 - 天然塚 - 猪野 - 一里塚 - 松岡 - 京地 - ジャパンセミコンダクター前
- E61：大分 - 北下郡 - 明野南町 - 天然塚 - 猪野 - 一里塚 - 松岡 - 京地 - けやき台四丁目
- E63：大分 - 北下郡 - 明野南町 - 天然塚 - 猪野 - 一里塚 - 松岡 - 判田橋 - 判田台団地 - 大分南高校

（桃園団地経由鶴崎方面）
- E64：大分 - 北下郡 - 明野南町 - 天然塚 - 猪野 - ひまわり団地 - 桃園団地 - 別保橋 - 鶴崎駅前 - 鶴崎（桃園団地経由鶴崎）

（金の手・森町方面）
- E65：大分→北下郡→明野南町→天然塚→猪野→金の手→金の手南→横尾
- E66：大分→北下郡→明野南町→天然塚→猪野→金の手→関門→丸亀
- E67：大分 - 北下郡 - 明野南町 - 天然塚 - 猪野 - 金の手 - 森町 - 別保橋 - 鶴崎駅前 - 鶴崎（森町経由鶴崎）

（宮河内団地方面）
- E70：大分 - 北下郡 - 明野南町 - 天然塚 - 猪野 - 金の手 - 関門 - 宮河内団地入口 - 宮河内ハイランド
- E71：大分→北下郡→明野南町→天然塚→猪野→金の手→関門→宮河内団地入口→大分東高校
- E72：大分←北下郡←明野南町←天然塚←猪野←金の手←関門←宮河内団地入口←宮河内ハイランド←大分東高校
- 2005年4月1日、た35（現E65）開設。た36：丸亀経由鶴崎線を丸亀どまりに（現E66）、た37：宮河内ハイランド経由鶴崎線を宮河内ハイランドどまりに（現E70）、た90：明野経由戸次線を判田橋どまりに（現E62）、それぞれ変更する。
- 2019年4月1日、E62を廃止。

県道21号を東進し、明野地区を経由して東部へ向かう路線。E61・E67・E70の各系統は概ね毎時1本程度（夜間は2時間以上開くこともある。）、その他の運行本数は少ない。また、宮河内ハイランド線は、団地内では大分発・大分行きともに宮河内団地一丁目→同二・三・四丁目→ハイランド郵便局の順に運行するが、大分発はハイランド郵便局どまり、大分行きは宮河内団地一丁目始発となっており、循環路線にはなっていない。E71・E72は大分東高校の通学路線で、同校の休校日は宮河内ハイランド線として運行される。桃園団地線は道が狭い区間があるため、基本的に中型車で運行されるが、2017年8月頃に一部の便で大型車で代走した事があった。

#### 基幹経路「F」・「G」・「H」・「J」
大分市中心部と大分市豊饒にある大分県立病院を国道210号（大道バイパス）経由で結ぶ路線。県立病院が市内中心部の高砂町（現在のOASISひろば21の位置）から郊外移転されたのに伴い開設。なお県立病院線自体の運行本数は少ないが、大道・府内大橋を経由する全路線（頭文字が「G」の系統）が国道上にある県立病院入口停留所を経由し、さらにその中の一部（頭文字が「H」の系統）が病院正面の大分県立病院停留所まで乗り入れる。

##### 畑中線
- J10：大分 - 大道 - 豊饒 - 県病西口 - 畑中
- J90：横塚東→鶴崎→高城→大分→大道→豊饒→県病西口→畑中
- J91：鶴崎 - 高城 - 大分 - 大道 - 豊饒 - 県病西口 - 畑中
- H92：鶴崎 - 高城 - 大分 - 大道 - 県病 - 府内大橋 - 畑中
  - 2009年4月1日、大在車庫発便 (J92) 廃止、横塚東発便 (J90) 新設。

大分市中心部と畑中を結ぶ路線。一部が県立病院経由で運行される。豊饒経由便は羽屋陸橋の南から国道442号に入ってすぐの田中五差路を左折。住宅地の中を通って畑中へ至る。県立病院経由便は府内大橋北交差点まで国道210号を進む。終点畑中は大分刑務所の正面になる。一部の便は、鶴崎線との直通運行となっており、特に畑中発では大半が鶴崎行きとなっている。横塚東発（J90）は平日・土曜の早朝1本のみ。

##### 寒田団地・光吉台中央経由ふじが丘・田尻グリーンハイツ方面
（寒田団地経由）
- F20：大分 - 元町 - 府内大橋 - 寒田団地 - ふじが丘東口 - ふじが丘山手
- G20：大分 - 大道 - 府内大橋 - 寒田団地 - ふじが丘東口 - ふじが丘山手
- H20：大分 - 県病 - 府内大橋 - 寒田団地 - ふじが丘東口 - ふじが丘山手
- F21：大分 - 元町 - 府内大橋 - 寒田団地 - ふじが丘東口 - ふじが丘山手 - 田尻グリーンハイツ
- G21：大分 - 大道 - 府内大橋 - 寒田団地 - ふじが丘東口 - ふじが丘山手 - 田尻グリーンハイツ
- H21：大分→県病→府内大橋→寒田団地→ふじが丘東口→ふじが丘山手→田尻グリーンハイツ

（光吉台中央経由）
- H26：大分←県病←府内大橋←光吉台中央←ふじが丘中央←ふじが丘山手←田尻グリーンハイツ
  - 2008年4月1日、G95を廃止。H94を新設。
  - 2014年4月1日、G22を廃止
  - 2018年4月1日、G25・H25・G26・F93・F94・G94・H93・H94を廃止

大分市中心部から、宮崎台地区、光吉地区、寒田地区の住宅団地を経由してふじが丘山手へ至る路線。一部は田尻グリーンハイツまで運行される。元町経由便は国道10号を進み、大道経由便は国道210号（大道バイパス）を進んで府内大橋手前で国道10号へ合流する（以下の各路線も同様）。光吉台中央経由便は平日朝のみの運行である。

##### 敷戸団地・星和台方面
（敷戸団地線・敷戸団地経由星和台線）
- F30：大分 - 元町 - 府内大橋 - 宮崎 - 敷戸中央- 敷戸北（敷戸団地）
- G30：大分 - 大道 - 府内大橋 - 宮崎 - 敷戸中央- 敷戸北（敷戸団地）
- H30：大分 - 県病 - 府内大橋 - 宮崎 - 敷戸中央- 敷戸北（敷戸団地）
- F31：大分 - 元町 - 府内大橋 - 宮崎 - 敷戸中央- 敷戸北（敷戸団地） - 敷戸中央- 星和台 - 大分工業高校
- G31：大分 - 大道 - 府内大橋 - 宮崎 - 敷戸中央- 敷戸北（敷戸団地） - 敷戸中央- 星和台 - 大分工業高校
- F97：鶴崎 - 高城 - 大分 - 元町 - 府内大橋 - 宮崎 - 軒田- 敷戸中央- 敷戸北（敷戸団地）
- G97：鶴崎→高城→大分→大道→府内大橋→宮崎→敷戸中央→敷戸北（敷戸団地）
- H97：鶴崎←高城←大分←県病←府内大橋←宮崎←敷戸中央←敷戸北（敷戸団地）
- F-1：鶴崎 - 高城 - 大分 - 元町 - 府内大橋 - 宮崎 - 敷戸中央-敷戸北（敷戸団地） - 敷戸中央- 星和台 - 大分工業高校
- G-1：鶴崎→高城→大分→大道→府内大橋→宮崎→敷戸中央→敷戸北（敷戸団地）→敷戸中央→星和台→大分工業高校

（星和台線・敷戸団地寄らず）
- F32：大分→元町→府内大橋→宮崎→星和台→大分工業高校
  - 2007年3月31日、柳通り経由花高松線との直通系統を廃止。
  - 2007年4月1日、F99を開設。
  - 2008年4月1日、H32・F99を廃止。
  - 2009年9月30日、G98を廃止。
  - 2014年4月1日、H97を廃止。
  - 2018年4月1日、H-1を廃止。
  - 2020年10月1日、H97を復活。
  - 2022年4月1日、G32を廃止。

国道10号を経由して市南部の敷戸地区へ向かう路線。行き先表示はそれぞれ「敷戸団地」、「敷戸団地（星和台）」、「星和台（大分工業高校）」。JR敷戸駅手前の敷戸団地入口交差点まで国道10号を進む。敷戸団地経由星和台行きは一旦敷戸北まで行った後引き返して星和台方面へ向かう。敷戸団地を経由せず星和台方面へ直行する便（F32）の運行は少ない。一部の便は鶴崎線との直通運行となっている。
かつては、星和台行きと敷戸団地行きの運行は完全に独立していたが、両団地が近接していることから系統が統合され、現在の形に再編された。また、大分工業高校終点付近に乗務員が現地出退勤をする端末があったが高江端末と統合されて廃止された。

##### 大分大学・高江ニュータウン方面
- E39：大分←米良バイパス入口←下郡南←長谷町←（米良バイパス）←大南団地西←判田台団地←大分南高校←高江中央公園←旦の原 （快速）
- F41：大分 - 元町 - 府内大橋 - 宮崎 - 大分大学 - 大分大学正門 - 旦の原 - 高江中央公園 - 大分南高校 - 判田台団地 - 大南団地北
- G41：大分 - 大道 - 府内大橋 - 宮崎 - 大分大学 - 大分大学正門 - 旦の原 - 高江中央公園 - 大分南高校 - 判田台団地 - 大南団地北
- H41：大分 - 県病 - 府内大橋 - 宮崎 - 大分大学 - 大分大学正門 - 旦の原 - 高江中央公園 - 大分南高校 - 判田台団地 - 大南団地北
- F42：大分 - 元町 - 府内大橋 - 宮崎 - 大分大学正門 - 旦の原 - 高江中央公園 - 大分南高校 - 判田台団地 - 大南団地北
- G42：大分 - 大道 - 府内大橋 - 宮崎 - 大分大学正門 - 旦の原 - 高江中央公園 - 大分南高校 - 判田台団地 - 大南団地北

市南部の大分大学旦野原キャンパス・高江ニュータウン方面へ向かう路線。大南団地行きの行先表示は「高江ニュータウン（大南団地）」。高江ニュータウンの整備により、旦の原線と判田台団地線を統合して開設された。国道10号を進み、大分大学入口交差点で左折、立体交差をくぐって国道西側の丘へあがり、大分大学正門停留所へ至る。平日はここから旦野原キャンパス構内まで入る便がある（F41・G41・H41）。この先、JR豊肥本線大分大学前駅の脇を通り、住宅地内の旦の原停留所へ至る。その先低層住宅の並ぶ高江ニュータウン、判田台団地、大南団地内を通って小さな折り返し場のある終点大南団地北へ至る。なお2002年に豊肥本線大分大学前駅が開業したため大学アクセスの中心はそちらへ移っている。E39は平日の朝1本、大分駅前行で運行される通勤路線。旦の原始発で、通常の大分方面行きとは逆方向に進み、大南団地西の先で国道10号大分南バイパスへ入って北上、米良バイパス経由で大分市中心部へ向かう。以前は、旦の原線と大南団地線の路線系統は独立していたが、旦の原と大分南高校の間に大規模な住宅団地が整備された経緯もあり、路線統合のうえ、経路が再編された。2015年4月1日、F41・F42の一部を、大分駅南口方向に延伸。(大南団地北発は、金池南二丁目終点、大南団地北行きはホルトホール大分始発。)

##### 大分 - 戸次 - 臼杵線
- F50：大分 - 元町 - 府内大橋 - 宮崎 - 判田橋 - 戸次
- H50：大分→県病→府内大橋→宮崎→判田橋→戸次
- G51：大分 - 大道 - 府内大橋 - 宮崎 - 判田橋 - 戸次 - 榎峠 - 吉野 - 臼杵石仏 - 辻口 - 臼杵駅・臼杵港フェリーターミナル
- H51：大分 - 県病 - 府内大橋 - 宮崎 - 判田橋 - 戸次 - 榎峠 - 吉野 - 臼杵石仏- 辻口 - 臼杵駅・臼杵港フェリーターミナル
- F51：大分←元町←府内大橋←宮崎←判田局←戸次←梅が丘南2丁目
- G52：大分←大道←府内大橋←宮崎←判田局←戸次←榎峠←吉野←平清水（特急）
- G53：大分←大道←府内大橋←宮崎←判田橋←戸次←榎峠←吉野←臼杵石仏←辻口←辻
  - 2007年3月31日、筒井経由臼杵線（F60・G60・H60）を廃止。
  - 2009年9月30日、元町・上臼杵駅経由線(F51)を廃止。
  - 2016年10月1日、臼杵側の起終点を臼杵駅・臼杵港フェリーターミナルに変更

大分市中心部と臼杵市役所を結ぶ路線。行き先表示は「臼杵」。国道10号を進み、府内大橋、宮崎、戸次を経由。大南大橋北交差点を左折し榎峠トンネルを経て、梅が丘団地の先で県道25号へ入り、大分市吉野地区を経て県道終点から国道502号へ入る。土橋交差点から県道33号へ入り、臼杵市中心部を経て臼杵市役所へ至る。平日朝の大分方面始発便のみ特急（G52）で運行される（全区間で主要停留所のみ停車、戸次からは急行佐伯線とほぼ同じ停留所に停車）。かつては、県内主要都市を結ぶ特急バスとして運行されていた時代もあり、臼杵石仏にちなみ、「せきぶつ」という愛称で運行されていた。

#### 基幹経路「K」

##### 明磧経由ふじが丘・田尻グリーンハイツ方面
- K10：大分 - 大道 - 明磧 - 下田尻 - ふじが丘中央 - ふじが丘山手
- K11：大分 - 大道 - 明磧 - 下田尻 - 上田尻 - 田尻グリーンハイツ（ - 田尻ニュータウン）
- K12：大分 - 大道 - 明磧 - 下田尻 - ふじが丘中央 - ふじが丘山手 - 田尻グリーンハイツ
- K12：大分 - 大道 - 明磧 - 下田尻 - ふじが丘中央 - ふじが丘山手 - 田尻グリーンハイツ - 田尻ニュータウン
- K13：大分←大道←明磧←下田尻←トキハわさだタウン←ふじが丘中央←ふじが丘山手
- K14：大分 - 大道 - 明磧 - 下田尻 - トキハわさだタウン - 上田尻 - 田尻グリーンハイツ - 田尻ニュータウン
- K15：大分 - 大道 - 明磧 - 下田尻 - トキハわさだタウン - ふじが丘中央 - ふじが丘山手 - 田尻グリーンハイツ - 田尻ニュータウン
- K92：鶴崎←高城←大分←大道←明磧←下田尻←ふじが丘中央←ふじが丘山手←田尻グリーンハイツ
  - 2008年4月1日、K13・K14・K15を新設。
  - 2017年4月1日、K11の一部を田尻止めに変更。

大分市中心部と南部の住宅団地田尻グリーンハイツ、ふじが丘ニュータウンを結ぶ路線。田尻グリーンハイツ線は基本的には田尻グリーンハイツ西発着で、一部は田尻グリーンハイツ北発着。田尻ニュータウン線は田尻南2丁目発着となる（一部田尻グリーンハイツ発ニュータウン経由大分行もある）。国道442号で明磧橋を渡って上宗方バス停発車後すぐ左折して県道41号へ入り、ふじが丘・田尻方面へ向かう。一部の便は鶴崎線との直通運行となっている。わさだタウン経由便については、2008年4月1日より従来の宗方経由（K21・22・23）から新設の下田尻経由（K13・14・15）に変更されている。尚、なぜか田尻ニュータウン行きのバスは、竹町大分銀行前・中央通り2・大分駅前停車時に流れる車外自動放送及び中央通り2発車後に流れる行き先確認アナウンスは、田尻グリーンハイツに統一される。

##### 大分 - わさだタウン線
- K20：大分 - 大道 - 明磧 - 宗方 - トキハわさだタウン - 三愛メディカルセンター
- K24：大分 - 大道 - 明磧 - 宗方 - トキハわさだタウン - 富士見が丘 - 緑が丘（すくすく・いきいき村）
- K25：大分 - 大道 - 明磧 - 宗方 - トキハわさだタウン - 野津原　- 上原
- G29：大分 - 大道 - 府内大橋 - トキハわさだタウン- 三愛メディカルセンター
  - 2008年4月1日、K21・K22・K23（明磧・宗方経由ふじが丘・田尻GH線）を廃止し、K13・K14・K15（明磧・下田尻経由ふじが丘・田尻GH線）へ変更。
  - 2011年10月1日、K24経路変更・K25新設

大分市中心部と、同市玉沢にある郊外型ショッピングセンター、トキハわさだタウンを結ぶ路線。路線開設当初は府内大橋 - ホワイトロード経由で運行されていたが、その後大半の便を明磧経由へ変更、さらにわさだタウン経由で田尻グリーンハイツ、富士見が丘（緑が丘）・野津原方面へ向かう路線が追加された。

##### わさだタウン発着路線
（わさだタウン・ふじが丘循環）
- 51：わさだタウン→田尻→光吉新町→寒田団地→ふじが丘山手
- 51：わさだタウン→田尻→光吉新町→寒田団地→ふじが丘南→ふじが丘西→光吉新町→わさだタウン→三愛メディカルセンター

（松が丘循環）
- 53：トキハわさだタウン→下芹→二豊団地東→椿が丘団地入口→松が丘中央→トキハわさだタウン→三愛メディカルセンター
- 54： 二豊団地東→椿が丘団地入口→松が丘中央→トキハわさだタウン→三愛メディカルセンター
  - 2017年10月1日、宗方台～新生支援学校前経由に変更。

（敷戸団地線）
- 55：トキハわさだタウン - 三愛メディカルセンター - 光吉台中央 - 寒田北町一丁目 - 敷戸北（敷戸団地）
- 57：トキハわさだタウン - 三愛メディカルセンター - 光吉台中央 - 寒田北町一丁目 - 敷戸北（敷戸団地） - 高江ニュータウン - 大南団地 - パークプレイス
- 58：敷戸北（敷戸団地）→高江ニュータウン→大南団地→パークプレイス

（富士見が丘・緑が丘線）
- 56：トキハわさだタウン - 三愛メディカルセンター - 富士見が丘 - 緑が丘（すくすく・いきいき村）

トキハわさだタウンと市内南部の各住宅団地を結ぶ路線。尚、2016年4月1日より、西循環と東循環を統合し、わさだタウンふじが丘循環となった。

##### 明磧・松が丘（木の上）・富士見が丘・緑が丘方面
（松が丘経由）
- K30：大分 - 大道 - 明磧 - 松が丘 - 富士見が丘
- K33：大分→大道→明磧→松が丘→看護大学前
- K34：大分 - 大道 - 明磧 - 松が丘 - 下横瀬 - 緑が丘（大分南営業所）
- K35：大分 - 大道 - 明磧 - 松が丘 - 富士見が丘 - 緑が丘（すくすく・いきいき村）
- K86：県庁正門前←オアシスひろば←大道←明磧←松が丘←富士見が丘←緑が丘（すくすく・いきいき村）
- K88：商業高校前←大洲運動公園←大分←大道←明磧←松が丘←富士見が丘←緑が丘（すくすく・いきいき村）
- K93：鶴崎←高城←大分←大道←明磧←松が丘←富士見が丘
- K96：鶴崎 - 高城 - 大分 - 大道 - 明磧 - 松が丘 - 富士見が丘 - 緑が丘（すくすく・いきいき村）

（木の上経由）
- K60：大分 - 大道 - 明磧 - 木の上 - 富士見が丘
- K61：大分 - 大道 - 明磧 - 木の上 - 看護大学（←富士見が丘）
- K62：大分 - 大道 - 明磧 - 木の上 - 下横瀬 - 緑が丘（大分南営業所）
- K63：大分 - 大道 - 明磧 - 木の上 - 富士見が丘 - 緑が丘（すくすく・いきいき村）
- K65：商業高校前←大洲運動公園←大分←大道←明磧←木の上←富士見が丘←緑が丘（すくすく・いきいき村）
- K-3：鶴崎 - 高城 - 大分 - 大道 - 明磧 - 木の上 - 富士見が丘
- K-6：鶴崎 - 高城 - 大分 - 大道 - 明磧 - 木の上 - 富士見が丘 - 緑が丘（すくすく・いきいき村）
  - 2008年4月1日、K87を新設。
  - 2009年9月30日、K84を廃止。
  - 2012年6月16日、K95を新設。
  - 2014年4月1日、K87（富士見が丘行き）・K85を廃止。K87を商業高校前まで延伸。K86を県庁正門前行きに変更。
  - 2018年4月1日、K31・K32・K87・K94・K95・K-4・K-5・K-7を廃止。K88を新設。また、K-4・K-5廃止に伴い、K61の運行を両方向にする。
  - 2019年4月1日、K65を新設、K-7を復活。
  - 2020年4月1日、K97・K-7を廃止。

大分市中心部と市南西部の国道442号・国道210号沿線の住宅団地を結ぶ路線。富士見が丘行きは「グリーンプラザ北」、緑が丘行きは大分南営業所発着(大分南高校経由便を除く富士見ヶ丘経由便は、すくすく・いきいき村）となる。国道210号大道バイパス羽屋陸橋の先で国道442号（豊後街道）に入り、明磧橋で大分川を渡る。木の上経由はそのまま国道を進み、木の上から国道210号へ入る。松が丘経由は明磧橋の先で右折し松が丘団地内を経由、その先大分川沿いに南下し、国道210号の富士見が丘団地入口交差点へ至る。富士見が丘線はここで富士見が丘団地内へ入り、富士見が丘行きは、グリーンプラザ北停留所まで運行、富士見が丘経由緑が丘行きは先へ進み、下横瀬交差点で国道210号へ戻る。富士見が丘を経由しない便はそのまま国道を進む。緑が丘行きは緑が丘入口交差点で左折し、緑が丘地区を経由し、地区の最南端にある大分南営業所。(大分南高校経由便を除く富士見ヶ丘経由便は、すくすく・いきいき村）まで運行する一部の便は、鶴崎線および大洲運動公園線との直通運行となっている。また富士見が丘線の一部は看護大学前を経由するが、看護大学行きは看護大学止となり、富士見ヶ丘西入口から先は行かない。オアシス経由便（K86）は朝のみ運行。末広町・大分駅前・大分バス本社前・竹町を経由せず、大道陸橋の先を直進してオアシスひろばを経由し、昭和通りへ入って国道197号線に入る。上記のほか、三愛MC経由便（K24系統・56系統）と大学病院経由便がある。2015年4月1日、K30・K60の一部を、大分駅南口方向に延伸。(富士見ヶ丘行きはホルトホール大分始発。)

##### 明磧・二豊団地・萌葱台方面
- K41：大分 - 大道 - 明磧 - 二豊団地 - 椿が丘団地 - 萌葱台
- K42：大分←大道←明磧←宗方台北←松が丘←下横瀬←向之原駅
- K43；大分 - 大道 - 明磧 - 二豊団地 - 椿が丘団地 - 萌葱台 - 三愛メディカルセンター
  - 2008年4月1日、K40を廃止、K42を新設。
  - 2011年10月1日、K41の一部をK43に振り替え

大分市中心部と国道442号沿線の住宅団地を結ぶ路線。以前幕式の方向幕時代、萌葱台行きの方向幕には「もえぎだい」とルビが振られていた。宗方台線は平日朝のみの運行である。

##### 明磧・野津原方面
- K51：大分 - 大道 - 明磧 - 木の上 - 野津原公民館

大分市中心部と国道442号（今市街道）沿線の同市野津原（のつはる）地区（旧野津原町）を結ぶ路線。
2020年10月のダイヤ改正で、野津原公民館より先の区間を運行していたK50(今畑線)・K52(下詰発大分行)・K53(今市経由上原線)・K54(石合発大分行)が廃止となり、K51も区間短縮となった。
かつては、石合から温見(旧大野郡朝地町)を経て竹田まで運行されていたことがある。

##### 明磧・木の上経由向の原方面
- K70：大分 - 大道 - 明磧 - 木の上 - 下横瀬 - 向之原駅

大分市中心部と由布市挾間町にあるJR久大本線向之原駅を結ぶ路線。緑が丘入口交差点までは上記木の上経由緑が丘行（K62）と全く同一経路。こちらはそのまま道を進み、由布市挾間町（旧大分郡挾間町）の中心部である久大本線向之原駅（バス停名称は向の原駅）へ向かう。なお、かつてはさらに先へ進んで由布市庄内町（旧大分郡庄内町）・由布市湯布院町（旧大分郡湯布院町）・竹田市方面へ向かう路線も運行されていたが、不採算を理由に順次廃止され、2006年3月31日を以って全廃となった。

#### 基幹経路「L」
- L20：大分 - 大道 - 大石町1丁目 - 賀来入口 - 大学病院
- L22：大分 - 大道 - 大石町1丁目 - 賀来入口 - 大学病院 - 上古野 - 赤野
- L24：大分 - 大道 - 大石町1丁目 - 賀来入口 - 大学病院 - 野田入口
- L26：大分 - 大道 - 大石町1丁目 - 賀来入口 - 大学病院 - 向之原駅
- L27：大分 - 大道 - 大石町1丁目 - 賀来入口 - 大学病院 - 向之原駅 - 緑が丘（すくすく・いきいき村）
- L28：大分 → 大道 → 大石町1丁目 → 賀来入口 → 大学病院 → 野田入口 → 国分新町 → 歴史資料館 → 国分団地
- L29：大分 - 大道 - 大石町1丁目 - 賀来入口 - 大学病院 - 野田入口 - 国分新町 - 歴史資料館 - 富士見が丘
- L60：大分 ← 大道 ← 大石町1丁目 ← 賀来入口 ← 国分団地 ← 大分南署前 ← 向之原駅
  - 2004年9月30日、国分団地線の向の原駅より先（か41中村行き、か42竜原行き、か43今畑行き）を廃止。
  - 2005年4月1日、医大病院を大学病院に、冷研リューマチ村を由布川温泉に、それぞれ停留所名を改称。
  - 2006年3月31日、か32：大学病院経由東院・中村線、か39：国分団地経由国分新町線を廃止。
  - 2006年4月1日、国分団地線を向の原駅発の1本のみに減便、代替としてか37：大学病院経由国分新町線（のちにL25に変更）を開設。
  - 2011年10月1日、L25の振り替えで、L29を開設。
  - 2014年4月1日、L21(大分 - 大学病院 - 上古野)を廃止、L22と統合。
  - 2015年4月1日、L26の一部を、大分駅南口方向に延伸。(向之原駅発は、上野ヶ丘中学校終点、向之原駅行きはホルトホール大分始発。)
  - 2016年4月1日、由布川温泉を由布川グラウンド入口に停留所名を改称。
  - 2017年4月1日、別府大学を放送大学に停留所名を改称。
  - 2018年4月1日、放送大学を野田入口に停留所名を改称。
  - 2020年4月1日、L23：由布川グラウンド線を廃止。
  - 2021年4月1日、鶴崎系統(L90)を廃止。

大分市中心部と県道207号（医大バイパス）沿線の大分市賀来地区および由布市挾間町にある大分大学挟間キャンパス・医学部附属病院およびJR向之原駅などを結ぶ路線。国分団地線は現在大分（県庁正門前）行き(L60)が平日の朝1本、国分団地行き(L28)が平日の正午頃に1本運行されるのみとなっている。また、L60は『国分団地経由の向の原線』であり、L系統で唯一、大学病院を経由しない。医大バイパス入口バス停から県道207号線の旧道を経由し、賀来入口バス停で合流する。
終点向之原駅では、竹田市コミュニティバス久住・長湯-向之原線と接続している。過去には小野屋駅・湯平温泉方面にまで路線を伸ばしていたが廃止され、由布市コミュニティバスに転換された。

#### 基幹経路「M」
- M10：大分 - 大道 - 三ヶ田町 - 城南団地
- M11：県庁正門前←オアシスひろば←大道←三ヶ田町←城南団地
- M90：花高松 - 大分 - 大道 - 三ヶ田町 - 城南団地
- M91：三ツ川 - 花高松 - 大分 - 大道 - 三ヶ田町 - 城南団地
- M92：花高松 - 東浜 - 大分 - 大道 - 三ヶ田町 - 城南団地
- M93：大分←東浜←大分←大道←三ヶ田町←城南団地
- M94：鶴崎 - 高城 - 大分 - 大道 - 三ヶ田町 - 城南団地
- M95：天然塚東 ← 花高松 ← 大分 ← 大道 ← 三ヶ田町 ← 城南団地
  - 2008年4月1日、M95新設。

大分市中心部南西の城南団地へ向かう路線。終点は団地内の城南西町。国道210号大道バイパスを進み、大道トンネル南交差点から県道601号へ。JR久大本線南大分駅手前の城南団地入口交差点を右折して高台へ上がり、集合住宅の並ぶ城南団地へ至る。柳通り経由花高松線との直通運行（M90・91・92・95）が多数設定されている。また一部の便は、大分 - 鶴崎線との直通運行となっている。M11系統は、平日朝1回のみの運行。市内中心部の大分駅前・中央通り・竹町の各停留所を経由せず、昭和通りを経由して県庁正門前まで運行される。2015年4月1日、M10の一部を、大分駅南口方向に延伸。過去には、城南団地経由の向の原線もあったが、廃止されている。

### 一般路線バス（佐伯営業所管内）
下記以外にも佐伯ー大分空港線「佐臼ライナー」を運行している。

#### 大分 - 佐伯線 （急行「さざんか」)
- G73：大分 -　南太平寺　-　県病入口 - 府内大橋 - 宮崎 - 判田局前 - 戸次 - 筒井 - 犬飼久原 - 野津南 - 風連鍾乳洞入口 - 番匠 - 大手前 - 佐伯駅（急行・さざんか）
- H73：大分 - 南太平寺　-　県病 - 府内大橋 - 宮崎 - 判田局前 - 戸次 - 筒井 - 犬飼久原 - 野津南 - 風連鍾乳洞入口 - 番匠 - 大手前 - 佐伯駅（急行・さざんか）
- H74：大分 - 南太平寺　-　県病 - 府内大橋 - 宮崎 - 判田局前 - 戸次 - 筒井 - 犬飼久原 - 野津南 - 風連鍾乳洞入口 - 番匠 - コスモタウン - 大手前 - 佐伯駅（急行・さざんか）

大分市と県南部の佐伯市中心部を、旧野津町経由で結ぶ路線。国道210号から国道10号へ入り、犬飼久原、臼杵市野津町（旧大野郡野津町）地区中心部を経て佐伯市弥生町地区（旧南海部郡弥生町）の弥生町番匠交差点まで進む。ここから国道217号に入り、佐伯市中心部を経て佐伯駅へ至る。日中は大分県立病院を経由する。急行区間は大分 - 戸次間で、戸次から佐伯駅間は各停。
2018年10月改正により一部の便（昼間）をコスモタウン経由に変更
かつてはトイレつきのさざんか専用車両または元貸切用の観光バスタイプの車両で運行されていたが、経年や長距離乗車客の少なさによりノンステップバス・ワンステップバスに置き換えられ、車両のグレードが大幅にダウンした。

#### 上浦方面
- 西田病院 - 佐伯駅 - 坂の浦 - 海崎駅前 - 狩生 - 浅海井 - 津井 - 蒲戸 - 大浜入口 ※平日のみ
- 西田病院 - 佐伯駅 - 坂の浦 - 海崎駅前 - 狩生 - 浅海井 - 津井 - 蒲戸

#### 鶴岡方面
- 大手前 - 藤原 - 新豊南高校前 - 佐伯駅
- 西田病院 - 新豊南高校前 - 佐伯駅
- 佐伯駅 - 新豊南高校前 -　藤原 - 大手前
- 佐伯駅 - 新豊南高校前 - 西田病院

※平日土曜のみ運行

#### 弥生・野津方面
- 佐伯駅 - 大手前 - 藤原 - 上岡 - 番匠
- 佐伯駅←大手前←藤原←上岡←番匠←畑木←宇藤木

宇藤木発平日の朝のみの運行だが、この路線は大分線の路線区間（但し、宇藤木に入らず）となっているため、平日の日中、土日祝日でも利用可能。
番匠～佐伯駅間の区間運行がある。番匠線は2018年9月までは平日朝のみの片道であったが、2018年10月改正により、平日のみであるが3往復に増便。なお、平日土日祝日関係なく大分線の一部（朝夕は上岡経由）の区間であるため利用可能。

#### 弥生・直川方面
- 海の市場まる - 佐伯駅 - 大手前 - 藤原 - コスモタウン - 番匠 - 直見駅前 - 直川駅前 - 直川振興局前
- ※2018年10月改正により、小野市・重岡駅線は廃止になったが、佐伯市コミュニティバス委託により、事実上継続。

#### コスモタウン方面
- 葛港 - 佐伯駅 - 大手前 - 藤原 - コスモタウン - 西田病院（2009年10月ダイヤ改正で、当初は平日は1往復半だったが、2015年4月ダイヤ改正で、平日3往復に増便、土曜4往復半、日曜1往復半での運行となる。その後、2018年10月改正で上浦（大浜入口・蒲戸）線、大分線の一部を乗り入れて、さらに便利になった。

平日・土曜は、コスモタウンで大分バスの廃止区間を代替する佐伯市コミュニティバス(久保行き・本匠行き)に接続する。

#### 鶴見方面
- 佐伯駅 - 大手前 - 中の島東町 - 茶屋ヶ鼻 - 吹浦 - 鶴見振興局入口 - 鶴見地区公民館前

平日・土曜は、鶴見地区公民館前で大分バスの廃止区間を代替する佐伯市コミュニティバスに接続する。

#### 米水津方面
- 佐伯駅 - 大手前 - 茶屋ヶ鼻 - 浦代 - 米水津振興局

平日・土曜は、米水津振興局で大分バスの廃止区間を代替する佐伯市コミュニティバスに接続する。

#### 畑の浦方面
- 佐伯駅 - 大手前 - 茶屋ヶ鼻 - 土井 -(-尾浦-) 畑の浦 - 河内 - 西野浦

尾浦は、平日朝夕のみ経由する。
平日・土曜は、西野浦で大分バスの廃止区間を代替する佐伯市コミュニティバスに接続する

#### 蒲江方面
- 佐伯駅 - 大手前 - 中山 - 泥谷 - 川井 - 山口 - 轟峠 - 道の駅かまえ

平日・土曜は、道の駅かまえで大分バスの廃止区間を代替する佐伯市コミュニティバスに接続する。

### 不定期路線
- 31：高城駅前 - 池の平 - 天然塚東 - 旭町 - 明野東口 - 大分高校

情報科学高校の休校日に大分高校発着として運行される。

### 臨時バス

#### パークプレイス直行無料シャトルバス
- 大分駅（要町）- パークプレイス - 大分駅前中央通り

大分からパークプレイスを結ぶ無料シャトルバス。正月から1月4日とゴールデンウィークのみ運行。

#### クラサスドーム大分直行臨時バス
- 大分駅（要町） - クラサスドーム大分前 - 大分駅（要町）

大分からクラサスドーム大分を結ぶ有料シャトルバス。大分トリニータのホームゲーム開催日のみ運行。大分県道56号線経由だが一部復路は萩原経由もある。nimoca利用可能。

## 廃止路線

### 高速バス・特急バス
- 佐伯・大分・別府 - 大阪「エメラルド号」
  - 夜行便。近鉄バスと共同運行していた。1997年6月2日に運行休止。
- 大分・別府・宇佐・中津 - 名古屋「ぶんご号」
  - 夜行便。大分交通・亀の井バスと共同運行していた。2016年4月1日に運行休止。
- 大分 - 延岡「わかあゆ号」
  - 宮崎交通と共同運行していた。2004年3月31日に大分バスは撤退し運行支援業務のみに移行。2010年4月1日に宮崎交通側も休止し路線自体が休止。
- 別府 - 大分 - 重岡 - 延岡 - 南宮崎（宮交本社前）
  - 「はまゆう号」・「ゆけむり号」（宮崎交通と共同運行。別府⇒南宮崎は「はまゆう号」、南宮崎⇒別府は「ゆけむり号」と名称が変わる）（1日4往復）

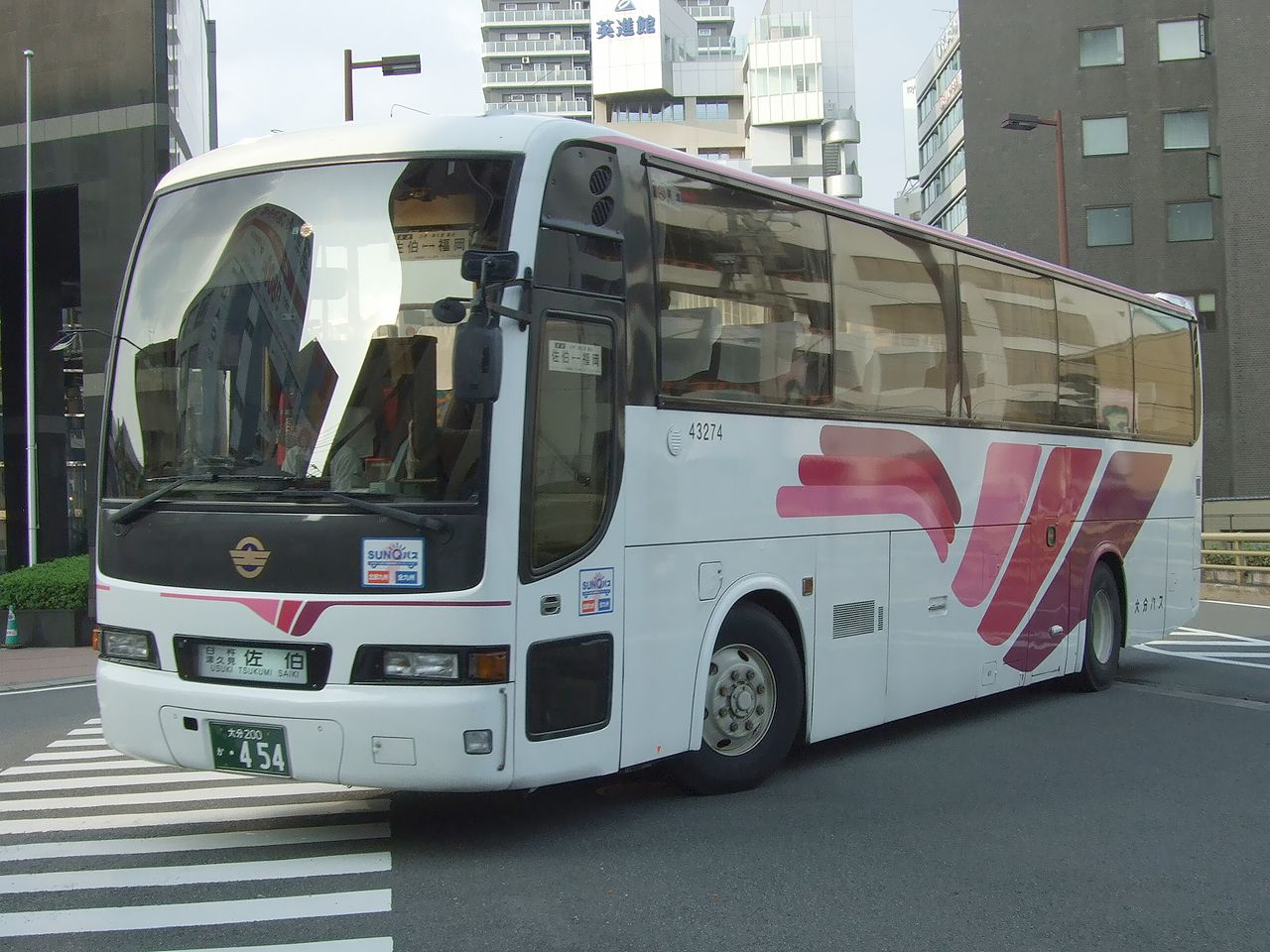
日豊海岸 くろしお号

- 佐伯・臼杵・津久見 - 福岡「日豊海岸 くろしお号」
  - 西鉄高速バスと共同運行で、2009年12月4日から2010年8月29日（当初は2010年5月30日までの予定だったが延長された）までの試行運行として運行する。運行予定日は期間中の金曜日・土曜日・日曜日・祝日および2009年12月29日から12月31日までと2010年5月6日、8月12日。全便座席指定。運行区間沿線の日豊海岸と黒潮をイメージして「日豊海岸 くろしお号」と名付けられた
  - 2008年6月28日に東九州自動車道の津久見IC - 佐伯ICが開通し、九州自動車道、大分自動車道と合わせて福岡市 - 佐伯市間が高速道路で結ばれたのを受けて運行開始。福岡市周辺から大分県南部への観光需要、及び、大分県南部から福岡市周辺へのショッピング及び観光需要を想定した路線である。
- 大分・別府 - 北九州「ゆのくに号」
  - 2015年3月7日より大分交通・亀の井バス・西鉄バス北九州と共同運行[13][14]していた。2016年12月4日のダイヤ改正からノンストップ系統を担当。2018年3月31日をもって大分側3社が撤退。2022年5月1日より運行休止扱い、2023年3月31日をもって路線廃止。
- 大分・竹田 - 鹿児島「トロピカル号」
  - 単独運行/いわさきバスネットワークが鹿児島での予約・出札業務を担当[注 2]
- 大分‐湯布院（2019年4月1日 - 9月30日までの実証運行）  大分バスで初となる由布院中心部までの乗り入れ便。大分道経由でノンストップで運行していた。本格運行に移行せず、運行終了。
- 大分-佐伯（2019年4月1日 - 9月30日までの実証運行）  東九州道経由で運行していたが、一般道経由バスの回数券も利用できた。本格運行に移行せず、運行終了。*

- 別府・大分 - 延岡・宮崎「パシフィックライナー」
  - 大分交通・亀の井バス・宮崎交通・JR九州バスと共同運行[15][16]

### 一般路線バス

#### 2006年以前の廃止路線
系統番号が導入された2006年12月まで、大分バス本社前・県庁正門前などの市街地中心部から各方面へ向かう路線には行先番号を採用していた（中心部へ向かう便には番号はつかない）。ただし大分中心部を経由してさらに先へ向かう場合は、その行先番号が付けられた（例えば城南団地 - 大分バス本社前 - 柳通り - 花高松での運行の場合、花高松行きでは城南団地から「つ53」、城南団地行きでは花高松から「お06」と表示）。
- 行先番号の文字
  - 「あ」：明磧（あけがわら）・羽屋方面、大道・府内大橋（一部県立病院経由）方面
  - 「お」：大分市中心部方面
  - 「か」：賀来（かく）方面
  - 「た」：滝尾橋・明野方面
  - 「つ」：萩原・鶴崎方面
  - 「ふ」：元町・府内大橋方面
  - 「わ」：稙田（わさだ）方面

##### 大分市中心部方面
- お08：大分 - 大道 - 椎迫 - 庄の原 - 金谷迫公民館 - 机張原
  - 大分交通と共管していた。
- お25：大分 - 舞鶴町 - 芸術会館
  - 2005年3月31日廃止。萌葱台線など各方面との直通運転がされていた。

##### 萩原・鶴崎方面
- 急行：別府観光港（第三埠頭 - 別府交通センター） - 別府北浜 - 高崎山 - 新川 - 県庁前 - 鶴崎 - 坂の市
  - 大分交通との相互乗り入れ。坂ノ市地区にあった空港建設計画によって開設された路線であり、また別府市内の貸切バス営業と別府営業所維持の意味合いが強い路線であり、開設当初は特急便であった。2000年頃に別府営業所廃止と同時に消滅。これにより高速バスを除き大分バスの別府市内乗り入れが消滅。
- つ52：萩原→小池原→一里塚
  - 開設当初は大分始発だった。廃止時は朝の片道1便のみが運行されていた。
- つ54：大分 - 舞鶴町 - 萩原 - 高城 - 日岡 - 花高松
  - 2005年4月、廃止。柳通り経由花高松線とともに高城営業所への出入庫路線として多数運行されていた。方向幕等では「日岡」行きと案内されていた。
- つ57：大分 - 舞鶴町 - 萩原 - 高城 - 鶴崎 - 志村 - 日本文理大学
- つ59：大分 - 舞鶴町 - 萩原 - 高城 - 鶴崎 - 九州石油
- 天然塚 - 明野西町 - 東原 - 萩原 - 高城 - 昭和電工

朝一便、夕方一便のみ運行。造成一期に建てられた昭電社宅が明野西町バス停近傍にあったため。明野元町経由はない。
- つ60：大分 - 舞鶴町 - 萩原 - 高城 - 鶴崎 - 志村
  - 志村車庫（旧鶴崎営業所）への出入庫路線だった。
- つ61：大分 - 舞鶴町 - 萩原 - 高城 - 鶴崎 - 志村 - 佐野
  - 日本文理大学経由便（つ63）に集約。
- つ63：大分 - 舞鶴町 - 萩原 - 高城 - 鶴崎 - 志村 - 日本文理大学 - 佐野
- つ65：大分 - 舞鶴町 - 萩原 - 高城 - 鶴崎 - 志村 - 大在駅前 -  坂の市 - 中細
- つ67：大分 - 舞鶴町 - 萩原 - 高城 - 鶴崎 - 志村 - 大在駅裏 - 城原 - 坂の市 - 幸崎 - 佐賀関（急行・高城以東普通、幸崎駅乗り入れなし。）
- つ68：大分 - 舞鶴町 - 萩原 - 高城 - 鶴崎 - 志村 - 大在駅前 - 大分国立病院 - 中細
- つ69：大分 - 舞鶴町 - 萩原 - 高城 - 鶴崎 - 志村 - 大在駅前 - 大分医療センター（旧大分国立病院）
- つ70：大分 - 舞鶴町 - 萩原 - 高城 - 鶴崎 - 志村 - 大在駅前 - 大分医療センター - 坂の市 - 幸崎 - 佐賀関（急行・高城以東普通、幸崎駅乗り入れなし。）
- つ73：大分 - 舞鶴町 - 萩原 - 高城 - 鶴崎 - 志村 - 望みが丘
- つ91：大分 - 舞鶴町 - 萩原 - 高城 - 鶴崎 - 志村 - 大在駅前 - 大分国立病院 - 坂の市 - 松ヶ岳入口 - 熊崎駅 - 市浜 - 臼杵駅（特急）
- つ92：大分 - 舞鶴町 - 萩原 - 高城 - 鶴崎 - 志村 - 大在駅前 - 大分医療センター - 坂の市 - 松ヶ岳入口 - 熊崎駅 - 市浜 - 臼杵駅 - 辻 - 海添 - 津久見駅（特急）

##### 滝尾橋・明野方面
- 大分 - 米良バイパス入口 - パークプレイス大分 - 白馬渓入口 - 上臼杵駅前 - 辻
  - 2005年9月30日廃止。高速道路経由で運行されていた。
- た32：大分 - 明野南町 - 明野西町 - 奥山公園前 - 明野センター（現アクロス前） - 明野中町 - 明野中央病院前 - 明野旭町 - 池の平 - 花高松

明野団地乗り入れ当初からの歴史ある路線だった。
- た32：大分 - 明野南町 - 明野西町 - 紅陽台 - 法勝台 - 高城
- た35：大分 - 北下郡 - 明野南町 - 金の手 - 関門 - 堂園 - 鶴崎（関門経由鶴崎）
- た38：大分 - 岩田団地 - 牧 - 高城駅 - 花高松
- 無番：（お買物バス）高城駅前 - 池の平 - 明野旭町 - 明野中町 - 明野センター

た32花高松系統廃止後、期間限定運行。車輌は、元新日鐵特定車輌のいすゞジャーニーQが使用された。

##### 府内大橋方面
- ふ82：大分 - 元町 - 府内大橋 - 宮崎 - 西寒多神社入口 - 美し野
- ふ83：大分 - 元町 - 曲 - 宮崎 - 西寒多神社入口 - 美し野
- あ88：大分 - 大道 - 府内大橋 - 宮崎 - 大分大学正門 - 旦の原 - 高江中央公園 - 大分南高校
- ふ89：大分 - 元町 - 府内大橋 - 宮崎 - 辰口 - 竹中 - 河原内

　昭和40年代までは犬飼方面まで路線が伸びていた。

##### 明磧方面
- あ61：大分 - 大道 - 明磧 - 木の上 - 向の原 - 赤野 - 来鉢（農協前）
- あ62：大分 - 大道 - 明磧 - 木の上 - 向の原 - 赤野 - 冷研リューマチ村 - 田代
- あ63：大分 - 大道 - 明磧 - 木の上 - 向の原 - 赤野 - 冷研リューマチ村 - 田代 - 梶原
  - あ62・63の末期は向の原 - 田代・梶原間の運行だった。
- あ62：大分 - 大道 - 明磧 - 木の上 - 向の原 - 小野屋駅
- あ63：大分 - 大道 - 明磧 - 木の上 - 向の原 - 小野屋駅 - （庄内）庁舎前
- あ64：大分 - 大道 - 明磧 - 木の上 - 向の原 - 小野屋駅 - （庄内）庁舎前 - 鹿倉 - 阿蘇野
- あ65：大分 - 大道 - 明磧 - 木の上 - 向の原 - 小野屋駅 - 天神山駅 - 庄内駅 - 湯平駅 - 湯の平温泉場
  - 湯平駅 - 湯の平温泉場間の区間便が主体だった。
- あ66：大分 - 大道 - 明磧 - 木の上 - 向の原 - 小野屋駅 - 芹川ダム - 井手野 - 長湯
- あ67：大分 - 大道 - 明磧 - 木の上 - 向の原 - 小野屋駅 - 芹川ダム - 台 - 長湯
- あ68：大分 - 大道 - 明磧 - 木の上 - 向の原 - 小野屋駅 - 芹川ダム - 井手野 - 長湯 - 都野 - 久住
  - あ62・63・64・66・67・68は2006年3月31日廃止。これにより大分バスは向之原駅以西の路線バスから撤退した。なお、長湯・久住線に関しては、廃止翌日から竹田市コミュニティバスが長湯車庫 - 台 - 向の原 - 井手渕間で運行を開始（運行は竹田交通が受託、2007年4月から大分駅まで延伸）。長湯 - 久住間は、竹田交通が竹田 - 久住 - 長湯線を引き続き運行している。
- あ75：大分 - 大道 - 明磧 - 木の上 - 野津原 - 石合 - 温見 - 朝地 - 城北町 - 竹田駅前 - 竹田交通
  - 温見 - 竹田間は子会社の竹田交通が運行を引き継いだ。
- 北大津留 - 柚の木 - 影戸 - 小野屋駅 - （庄内）庁舎前
- 向の原駅 - 鳥越峠 - 隠山 - 朝見 - 別府駅北口

##### 賀来方面
- か30：大分 - 大道 - 三ヶ田町 - 城南団地入口 - 賀来駅入口 - 中村 - 宮苑 - 来鉢（農協前） - 赤野 - 向の原
- か31：大分 - 大道 - 三ヶ田町 - 城南団地入口 - 賀来駅入口 - 中村 - 宮苑 - 来鉢（農協前） - 中畑
- か35：大分 - 大道 - 医大病院 - 上古野 - 赤野 - 冷研リューマチ村 - 堺 - 小野屋駅 - (庄内)庁舎前
- か37：大分 - 大道 - 医大病院 - 東院 - 中村
- か40：大分 - 大道 - 国分団地 - 国分新町
- か41：大分 - 大道 - 国分団地 - 国分新町 - 向の原駅 - 東の山 - 中村
- か42：大分 - 大道 - 国分団地 - 国分新町 - 向の原駅 - 東の山 - 中村 - 小野 - 竜原
- か43：大分 - 大道 - 国分団地 - 国分新町 - 向の原駅 - 東の山 - 中村 - 三国境 - 今畑
- か65：大分 - 大道 - 医大病院 - 向の原 - （庄内バイパス） - 庄内駅入口 - （庄内）庁舎前 - 湯平駅 - 湯の平温泉場
- 向の原 - 北方 - 赤野 - 来鉢農協前 - 古野 - 袋尾 - 七蔵司 - 別府駅西口

##### 佐伯市内
- 佐伯駅 - 大手前 - 中山 - 岸河内
- 佐伯駅 - 大手前 - 中山 - 川井 - 黒沢 - 川井 - 山口（大野）

#### 2007年の廃止路線
（大分地区）
- D44：大分→舞鶴町→花津留→萩原→東原→アクロス前→明野東口→大分高校→パークシティ明野西(→米良バイパス経由で大分へ)
- E42：大分→北下郡→明野南町→アクロス前→大分高校→情報科学高校→大分高校→明野東口→旭町→天然塚→明野南町→北下郡→大分（明野団地循環）
- F96：花高松 - 大分 - 元町 - 府内大橋 - 宮崎 - 敷戸北（敷戸団地）
- G96：花高松 - 大分 - 大道 - 府内大橋 - 宮崎 - 敷戸北（敷戸団地）
- G99：花高松 - 大分 - 大道 - 府内大橋 - 宮崎 - 敷戸北（敷戸団地） - 星和台 - 大分工業高校
- H99：花高松 - 大分 - 県病 - 府内大橋 - 宮崎 - 敷戸北（敷戸団地） - 星和台 - 大分工業高校
- F98：花高松→高城→大分→元町→府内大橋→宮崎→星和台→大分工業高校
- F60：大分 - 元町 - 府内大橋 - 宮崎 - 判田橋 - 戸次 - 筒井 - 吉野 - 臼杵石仏 - 上臼杵駅 - 辻口 - 臼杵市役所
- G60：大分 - 大道 - 府内大橋 - 宮崎 - 判田橋 - 戸次 - 筒井 - 吉野 - 臼杵石仏 - 上臼杵駅 - 辻口 - 臼杵市役所
- H60：大分 - 県病 - 府内大橋 - 宮崎 - 判田橋 - 戸次 - 筒井 - 吉野 - 臼杵石仏 - 上臼杵駅 - 辻口 - 臼杵市役所

#### 2008年の廃止路線
（大分地区）
- D61：大分←舞鶴町←花津留←萩原←高城←別保橋←森町←金の手←横尾
- D62：大分←舞鶴町←花津留←萩原←高城←別保橋←森町←金の手←横尾←松岡←判田橋
- G95：田尻グリーンハイツ→ふじが丘山手→ふじが丘東口→寒田団地→府内大橋→大道→大分→舞鶴町→花津留→萩原→高城駅前
  - 大分 - 高城駅前線は、2005年4月1日に開設。当初の行先番号は、つ54。寒田団地経由田尻グリーンハイツ線からの直通系統のみ運行されていた。
- H32：大分 - 県病 - 府内大橋 - 宮崎 - 星和台 - 大分工業高校
- F99：鶴崎 - 高城 - 大分 - 元町 - 府内大橋 - 宮崎 - 星和台 - 大分工業高校
- K21：大分 - 大道 - 明磧 - 宗方 - トキハわさだタウン - 光吉新町 - ふじが丘中央 - ふじが丘山手
- K22：大分 - 大道 - 明磧 - 宗方 - トキハわさだタウン - 上田尻 - 田尻グリーンハイツ - 田尻ニュータウン
- K23：大分 - 大道 - 明磧 - 宗方 - トキハわさだタウン - 光吉新町 - ふじが丘中央 - ふじが丘山手 - 田尻グリーンハイツ - 田尻ニュータウン
- K40：大分←大道←明磧←宗方台北←松が丘←二豊団地東

#### 2009年の廃止路線
（大分地区）
- D74：大分 - 舞鶴町 - 花津留 - 萩原 - 高城 - 鶴崎駅前 - 鶴崎 - 志村 - 大在駅前 - 横塚東 - 大在車庫
- J92：畑中←豊饒←大道←大分←舞鶴町←花津留←萩原←高城←鶴崎駅前←鶴崎←志村←大在駅前←横塚東←大在車庫
  - 大在端末への出入庫便。大在端末は大分中央営業所開設以前は大分東営業所で、当時の停留所名は大分東営業所、また大分東営業所行きの行き先番号は「つ71」、方向幕は「大在（大分東営業所）」だった。

- F51：大分 - 元町 - 府内大橋 - 宮崎 - 判田橋 - 戸次 - 榎峠 - 吉野 - 臼杵石仏 - 上臼杵駅 - 辻口 - 臼杵市役所
- G98：鶴崎←高城←大分←大道←府内大橋←宮崎←星和台←大分工業高校
- K84：大洲運動公園→大分→大道→明磧→松が丘→下横瀬→緑が丘（大分南営業所）

- 大分 - 犬飼久原 - 三重線（2009年9月末日運行終了）

かつては県内各都市を結ぶ特急バスだった時代もあり、内山観音にちなんで「うちやま」の愛称が付けられていた。
- F70：大分 - 元町 - 府内大橋 - 宮崎 - 判田橋 - 戸次 - 筒井 - 犬飼久原 - 菅尾駅前 - 県立三重病院 - 三重駅前 - 大野交通
- F71：大分 - 元町 - 府内大橋 - 宮崎 - 判田橋 - 戸次 - 筒井 - 犬飼久原 - 高添 - 新殿 - 田中
- H71：大分 - 県病 - 府内大橋 - 宮崎 - 判田橋 - 戸次 - 筒井 - 犬飼久原 - 高添 - 新殿 - 田中[注 3]

（佐伯地区）
- 佐伯駅 - 大手前 - 藤原 - 上岡 - 番匠 - 直見駅前 - 直川駅前 - 井取（2009年10月から重岡駅経由小野市線・木浦鉱山線一部を横川経由に変更し、井取以外は引き継いで運行する）
- 佐伯駅→大手前→市役所前→渡町台→女島団地→大手前→佐伯駅（渡町台循環）
- 葛港 - 佐伯駅 - 大手前 - 藤原 - 門前 - 一の瀬 - 久保（2009年10月から国道217号経由・コスモタウン経由の路線変更に伴う）
- 佐伯駅 - 大手前 - 茶屋ヶ鼻 - 吹浦 - 鶴見振興局入口 - 野崎
- 大手前 - 佐伯駅 - 坂の浦 - 海崎駅前 - 狩生 - 浅海井 - 津井 - 蒲戸 - 大浜入口 - 落の浦（2009年10月以降落の浦線については臼津交通が引き継いで運行）
- 佐伯駅 - 大手前 - 茶屋ヶ鼻 - 土井 - 畑の浦 - 新地 - 尾浦小学校前

#### 2011年の廃止路線
（大分地区）
- D21：大分 - 舞鶴町 - 花津留 - 萩原東町 - 花高松 - 三ツ川
- D52：大分←舞鶴町←花津留←萩原←高城←池の平←紅陽台←アクロス前←明野東口←大分スポーツ公園東←パークプレイス大分←運転免許センター
- F61：大分←元町←府内大橋←宮崎←判田橋←戸次←筒井←犬飼久原
- L25：大分 - 大道 - 大石町1丁目 - 賀来入口 - 大学病院 - 別府大学 - 国分新町

#### 2012年の廃止路線
（大分地区）
- 62：鶴崎 - 鶴崎駅前 - 別保橋 - 森町 - 金の手南 - 横尾
- F72：大分 - 元町 - 府内大橋 - 宮崎 - 判田橋 - 戸次 - 筒井 - 犬飼久原 - 高添 - 新殿 - 田中 - 朝地駅前 - 竹田市役所前 - 竹田駅前 - 竹田営業所
- G40：大分→大道→府内大橋→宮崎→大分大学

#### 2013年の廃止路線
（大分地区）
- E52：大分 - 北下郡 - 明野南町 -明野西町 - アクロス前 - 大分高校 - 運転免許センター

（佐伯地区）
- 葛港 - 佐伯駅 - 大手前 - 藤原 - 上岡 - 番匠 - 直川駅前 - 横川 - 宇目振興局前 - 小野市 - 南田原 - ととろ - 木浦鉱山
- 葛港 - 佐伯駅 - 大手前 - 藤原 - 上岡 - 番匠 - 直川駅前 - 横川 - 宇目振興局前 - 小野市
- 佐伯駅 - 大手前 - 茶屋ヶ鼻 - 土井 - 浦代 - 小浦
- 葛港 - 佐伯駅 - 大手前 - 藤原 - 鶴岡高校前 - 野口 - 坂の浦
- 葛港→佐伯駅→大手前→藤原→鶴岡高校前→野口→坂の浦→田の浦→佐伯駅
- 葛港 - 佐伯駅 - 大手前 - 藤原 - 上岡 - 番匠 - 直見駅前 - 直川駅前 - 大石（横川） - 宇目振興局前 - 小野市（横川経由）　※土日祝は運休
- 葛港 - 佐伯駅 - 大手前 - 藤原 - 上岡 - 番匠 - 直見駅前 - 直川駅前 - 重岡駅 - 宇目振興局前 - 小野市（小野市保育所前）
- 葛港 - 佐伯駅 - 大手前 - 藤原 - 上岡 - 番匠 - 畑木 - 波寄 - 小半鍾乳洞 - 虫月 - 上津川

#### 2014年の廃止路線
（大分地区）
- D45：大分←舞鶴町←花津留←萩原←東原←アクロス前←明野東口←大分スポーツ公園東←公園通り中央←パークプレイス大分←大分高校
- D76：大分→舞鶴町→花津留→萩原→高城→鶴崎駅前→鶴崎→志村→大在駅前→横塚東
- E10：大分→下郡→辻堂
- E44：大分→北下郡→明野南町→明野西小前→大分高校→情報科学高校
- G22：大分←寒田団地←ふじが丘東口←ふじが丘山手←田尻グリーンハイツ（快速）
- G93：鶴崎←高城←大分←大道←府内大橋←寒田団地←ふじが丘東口←ふじが丘山手
- H 1：大分県立病院→羽屋新町→大道→大分
- K85：大洲運動公園→大分→大道→明磧→富士見が丘→緑が丘（すくすく・いきいき村）
- K86：大洲運動公園←オアシスひろば←大道←明磧←松が丘←富士見が丘←緑が丘（すくすく・いきいき村）
- L21：大分 - 大道 -賀来入口 - 大学病院 - 上古野
- L94：鶴崎→高城→大分→大道→賀来入口→大学病院→別府大学

#### 2015年の廃止路線
（大分地区）
- 13：大分→末広町→大分駅 上野の森口→天心堂おおみちクリニック前→上野ヶ丘公園→ 大分市美術館→上野ヶ丘公園→天心堂おおみちクリニック前→大分駅　上野の森口（南口）→西山公園下→上野ヶ丘中学校→大分（駅南循環）
  - 2015年6月13日、大分きゃんバスが運行開始に伴い廃止。末期は大分きゃんバスに転換した中古導入の日野・リエッセが使用されていた。
- H90：大分県立病院→羽屋新町→大分駅前→萩原→高城→鶴崎

#### 2016年の廃止路線
（大分地区）
- 50：わさだタウン→上田尻→田尻グリーンハイツ→ふじが丘山手→上田尻→わさだタウン→三愛メディカルセンター（西循環）
- 51：わさだタウン→田尻→光吉新町→寒田団地→ふじが丘→光吉新町→田尻→わさだタウン→三愛メディカルセンター（東循環）
- 52：田尻→光吉新町→寒田団地→ふじが丘→光吉新町→田尻→わさだタウン→三愛メディカルセンター（東循環）
- G72：大分 - 大道 - 府内大橋 - 宮崎 - 判田橋 - 戸次 - 筒井 - 犬飼久原 - 高添 - 新殿 - 田中 - 朝地駅前 - 竹田市役所前 - 竹田駅前 - 竹田営業所
- H72：大分 - 県病 - 府内大橋 - 宮崎 - 判田橋 - 戸次 - 筒井 - 犬飼久原 - 高添 - 新殿 - 田中 - 朝地駅前 - 竹田市役所前 - 竹田駅前 - 竹田営業所

#### 2017年の廃止路線
（大分地区）
- 30：賀来駅前 - 別府大学（スクールバス）
- D43：大分←舞鶴町←花津留←萩原←東原←アクロス前←明野東口←大分高校←パークシティ明野西

（佐伯地区）
- 佐伯駅←大手前←中山←泥谷←川井←山口←轟峠←翔南中学校前←蒲江←森崎←丸市尾←波当津
- 蒲江→マリンカルチャーセンター→河内→西の浦→畑の浦→尾浦→土井→茶屋ヶ鼻→大手前→佐伯駅
- 西の浦→河内→マリンカルチャーセンター→蒲江→森崎→丸市尾

#### 2018年の廃止路線
（大分地区）
- 34：高城駅前→東原→アクロス前→大分高校→運転免許センター
- 52：田尻→光吉新町→寒田団地→ふじが丘南→ふじが丘西→光吉新町→わさだタウン→三愛メディカルセンター
- 60：鶴崎駅前 - 鶴崎 - 志村 - 大在駅裏 - 曙台入口 - 城原
- 64：鶴崎← 鶴崎駅前 ← 別保橋 ← 森町← 金の手南←有田下
- E33：大分←北下郡←米良バイパス入口←パークシティ明野←大分高校
- H91：けやき台→明野南町→大分→大道→大分県立病院
- F93：鶴崎 - 高城 - 大分 - 元町 - 府内大橋 - 寒田団地 - ふじが丘東口 - ふじが丘山手
- H93：鶴崎 - 高城 - 大分 - 県病 - 府内大橋 - 寒田団地 - ふじが丘東口 - ふじが丘山手
- F94：鶴崎 - 高城 - 大分 - 元町 - 府内大橋 - 寒田団地 - ふじが丘東口 - ふじが丘山手 - 田尻グリーンハイツ
- G94：鶴崎 - 高城 - 大分 - 大道 - 府内大橋 - 寒田団地 - ふじが丘東口 - ふじが丘山手 - 田尻グリーンハイツ
- H94：鶴崎 - 高城 - 大分 - 県病 - 府内大橋 - 寒田団地 - ふじが丘東口 - ふじが丘山手 - 田尻グリーンハイツ
- G25：大分←大道←府内大橋←光吉台中央←ふじが丘中央←ふじが丘山手
- H25：大分 - 県病 - 府内大橋 - 光吉台中央 - ふじが丘中央 - ふじが丘山手
- G26：大分 - 大道 - 府内大橋 - 光吉台中央 - ふじが丘中央 - ふじが丘山手 - 田尻グリーンハイツ
- G26：大分 - 大道 - 府内大橋 - 光吉台中央 - ふじが丘中央 - ふじが丘山手 - 田尻グリーンハイツ - 田尻ニュータウン
- H26：大分 - 県病 - 府内大橋 - 光吉台中央 - ふじが丘中央 - ふじが丘山手 - 田尻グリーンハイツ - 田尻ニュータウン
- H-1：鶴崎←高城←大分←県病←府内大橋←宮崎←敷戸中央←敷戸北（敷戸団地）←敷戸中央←星和台←大分工業高校
- K11：大分→大道→明磧→下田尻→田尻
- K31：大分←大道←明磧←松が丘←富士見が丘（快速）
- K32：県庁正門前←オアシスひろば←大道←明磧←松が丘←富士見が丘
- K87：商業高校前←大洲運動公園←大分←大道←明磧←松が丘←富士見が丘
- K90：鶴崎→高城→大分→大道→明磧→下田尻→ふじが丘中央→ふじが丘山手
- K91：鶴崎←高城←大分←大道←明磧←下田尻←上田尻←田尻グリーンハイツ←田尻ニュータウン
- K94：鶴崎←高城←大分←大道←明磧←松が丘←看護大学←富士見が丘
- K95：鶴崎←高城←大分←大道←明磧←松が丘←看護大学←富士見が丘←緑が丘（すくすく・いきいき村）
- K-4：鶴崎 - 高城 - 大分 - 大道 - 明磧 - 木の上 - 看護大学（←富士見が丘）
- K-5：鶴崎→高城→大分→大道→明磧→木の上→看護大学→富士見が丘→緑が丘（すくすく・いきいき村）

（佐伯地区）
多くの路線は佐伯市コミュニティバスが運行を引き継いでいる。
- 葛港 - 佐伯駅 - 大手前 - 藤原 - コスモタウン - 西田病院 - 一の瀬 - 久保
- 葛港 - 佐伯駅 - 大手前 - 藤原 - コスモタウン - 番匠 - 畑木 - 波寄 - 小半鍾乳洞 - 虫月 - 上津川
- 葛港 - 佐伯駅 - 大手前 - 藤原 - コスモタウン - 番匠 - 直見駅前 - 直川駅前 - 大石（横川） - 宇目振興局前 - 小野市（横川経由）
- 葛港 - 佐伯駅 - 大手前 - 藤原 - コスモタウン - 番匠 - 直見駅前 - 直川駅前 - 重岡駅 - 宇目振興局前 - 小野市（小野市保育所前）
- 葛港 - 佐伯駅 - 大手前 - 藤原 - コスモタウン - 番匠 - 直見駅前 - 直川駅前 - 大石（横川） - 重岡駅 - 小野市（横川経由）
- 葛港 - 佐伯駅 - 大手前 - 藤原 - コスモタウン - 番匠 - 直見駅前 - 直川駅前 -大石（横川）- 重岡駅

重岡駅で、大野竹田バスの重岡駅 - 小野市 - 三重線に接続していた。
- 葛港←佐伯駅←大手前←藤原←コスモタウン←番匠←直見駅前←直川駅前←重岡駅
- 佐伯駅 - 大手前 - 茶屋ヶ鼻 - 吹浦 - 鶴見振興局入口 - 鶴見地区公民館前 - 中越 - 広浦 - 梶寄 - 下梶寄
- 佐伯駅 - 大手前 - 茶屋ヶ鼻 - 吹浦 - 鶴見振興局入口 - 鶴見地区公民館前 - 中越 - 広浦 - 梶寄
- 佐伯駅→大手前→茶屋ヶ鼻→土井→浦代→小浦→色利→宮の浦→色利→浦代→土井→茶屋ヶ鼻→大手前→佐伯駅
- 佐伯駅→大手前→茶屋ヶ鼻→土井→浦代→小浦→色利→宮の浦
- 小浦→色利→宮の浦→色利→浦代→土井→茶屋ヶ鼻→大手前→佐伯駅
- 佐伯駅 - 大手前 - 茶屋ヶ鼻 - 土井 - 畑の浦 - 河内 - 西の浦 - 河内 - マリンカルチャーセンター - 蒲江（診療所前）
- 佐伯駅→大手前→茶屋ヶ鼻→土井→尾浦→畑の浦→河内→西の浦→河内→マリンカルチャーセンター
- 西の浦→河内→蒲江(診療所前)
- 佐伯駅 - 大手前 - 中山 - 泥谷 - 川井 - 山口 - 轟峠 - 蒲江 - 森崎 - 丸市尾 - 波当津
- 佐伯駅 - 大手前 - 中山 - 泥谷 - 川井 - 山口 - 轟峠 - 蒲江 - 森崎 - 丸市尾

#### 2019年の廃止路線
（大分地区）
- E62：大分 - 北下郡 - 明野南町 - 天然塚 - 猪野 - 一里塚 - 松岡 - 判田橋
- 大分 - 犬飼久原 - 竹田線（2019年9月末日運行終了）
- G72：大分 - 大道 - 府内大橋 - 宮崎 - 判田橋 - 戸次 - 筒井 - 犬飼久原 - 高添 - 新殿 - 道の駅おおの
- G72：大分 - 大道 - 府内大橋 - 宮崎 - 判田橋 - 戸次 - 筒井 - 犬飼久原 - 高添 - 新殿 - 道の駅おおの - 朝地駅前 - 営林署前 - 竹田駅前 - 竹田営業所
- G72：大分 - 大道 - 府内大橋 - 宮崎 - 判田橋 - 戸次 - 筒井 - 犬飼久原 - 高添 - 新殿 - 道の駅おおの - 朝地駅前 - 営林署前 - 竹田駅前 - 竹田営業所 - 玉来　- 扇森稲荷神社
- H72：大分 - 県病 - 府内大橋 - 宮崎 - 判田橋 - 戸次 - 筒井 - 犬飼久原 - 高添 - 新殿 - 道の駅おおの
- H72：大分 - 県病 - 府内大橋 - 宮崎 - 判田橋 - 戸次 - 筒井 - 犬飼久原 - 高添 - 新殿 - 道の駅おおの - 朝地駅前 - 営林署前 - 竹田駅前 - 竹田営業所
- H72：大分 - 県病 - 府内大橋 - 宮崎 - 判田橋 - 戸次 - 筒井 - 犬飼久原 - 高添 - 新殿 - 道の駅おおの - 朝地駅前 - 営林署前 - 竹田駅前 - 竹田営業所 - 玉来　- 扇森稲荷神社
- 道の駅おおの - 朝地駅前 - 営林署前 - 竹田駅前 - 竹田営業所
- 道の駅おおの - 朝地駅前 - 営林署前 - 竹田駅前 - 竹田営業所 - 玉来　- 扇森稲荷神社

#### 2020年の廃止路線
（大分地区）
- K97：鶴崎 - 高城 - 大分 - 大道 - 明磧 - 松が丘 - 下横瀬 - 緑が丘（大分南営業所）
- K-7：鶴崎 - 高城 - 大分 - 大道 - 明磧 - 木の上 - 下横瀬 - 緑が丘（大分南営業所）
- L23：大分 - 大道 - 大石町1丁目 - 賀来入口 - 大学病院 - 上古野 - 赤野 - 由布川グラウンド入口
- E11：大分→下郡→辻堂→滝尾駅前→富岡→元町→大分 （下郡経由滝尾循環）
- E12：大分→下郡→辻堂→滝尾駅前→曲→富岡→元町→大分 （曲・滝尾循環）
- E13：大分→元町→富岡→滝尾駅前→辻堂→下郡→大分　（元町経由滝尾循環）
- E14：大分→元町→富岡→曲→滝尾駅前→辻堂→下郡→大分 （曲・滝尾循環）
- E15：大分→下郡→辻堂→滝尾駅前→富岡→大分こども病院→大分　（下郡バイパス経由滝尾循環）
- E16：大分→大分こども病院→富岡→滝尾駅前→辻堂→下郡→大分　（下郡バイパス経由滝尾循環）
- K50：大分 - 大道 - 明磧 - 木の上 - 野津原 - 今畑
- K51：大分 - 大道 - 明磧 - 木の上 - 野津原 - 矢の原 - 上原
- K52：大分←大道←明磧←木の上←野津原←矢の原←下詰
- K53：大分 - 大道 - 明磧 - 木の上 - 野津原 - 矢の原 - 下詰 - 今市 - 上原
- K54：大分←大道←明磧←木の上←野津原←矢の原←下詰←石合

#### 2021年の廃止路線
（大分地区）
- C18：大分→舞鶴町→競技場前→大洲運動公園→大空団地→舞鶴町→大分→大分駅→県立図書館→大分駅
- P3：大分駅→県立図書館→大分駅→大分→舞鶴町→競技場前→大洲運動公園→大空団地→舞鶴町→大分
- D72：大分 → 舞鶴町 → 花津留 → 萩原 → 高城 → 鶴崎駅前 → 鶴崎 → 志村 → 大在駅前 → 横塚東 → 坂の市
- L90：鶴崎 - 高城 - 大分 - 大学病院

#### 2022年の廃止路線
（大分地区）
- D82：大分 - 舞鶴町 - 花津留 - 萩原 - 高城 - 鶴崎駅前 - 鶴崎 - 志村 - 陽光台 - 宮河内ハイランド - 九六位山登山口 - 広内
- G32：大分←大道←府内大橋←宮崎←星和台←大分工業高校

## 貸切バス
貸切バス事業そのものの分社化は2018年2月現在行われておらず、本体での運用が続いている。本体では大分南・大分中央・佐伯の3営業所全てに在籍。車両は路線バスと同じ濃紺と白の2色塗装であるがデザインが異なる。

## 車両

### 塗装
1967年から現在まで続く、白と濃紺のデザインのバスがメイン。一般路線バスと貸切バスではデザインが異なっていたが、最近は貸切からの転用車両でも塗色変更をしないで運用に付いている場合が多い。
高速バスについては、路線によって異なる塗装が見られたが、近年は白地にカラフルなデザインを施した車体に統一（ぶんこ号専用カラーは除く）されつつあったが、2017年度からの導入車両と車体更新後は、側面は白地にEXPRESS OITAの文字、後面は白地にOITA BUSの文字だけとなっており、従来のカラフルなデザインはなくなりつつある。

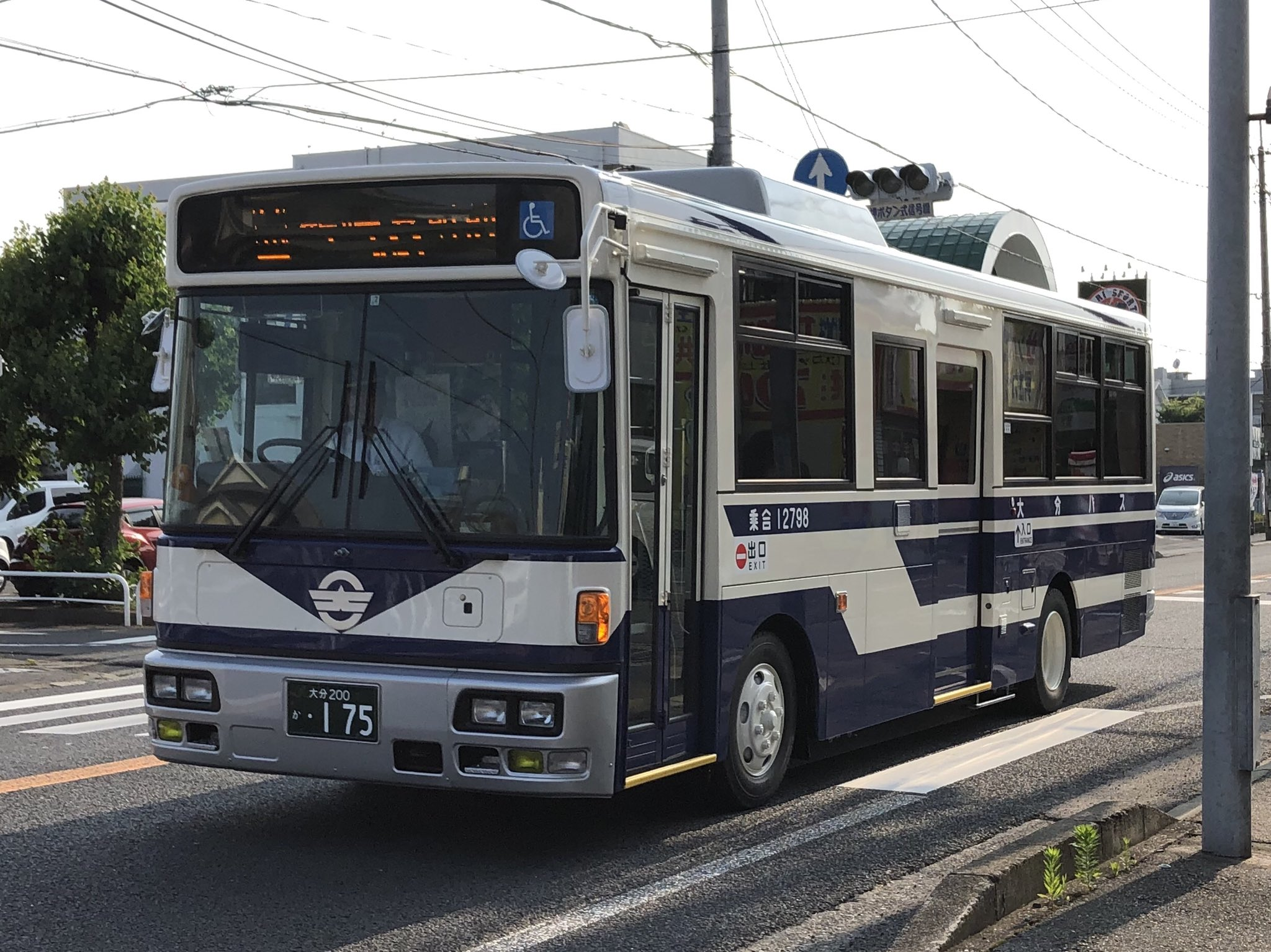
中型ワンステップバス
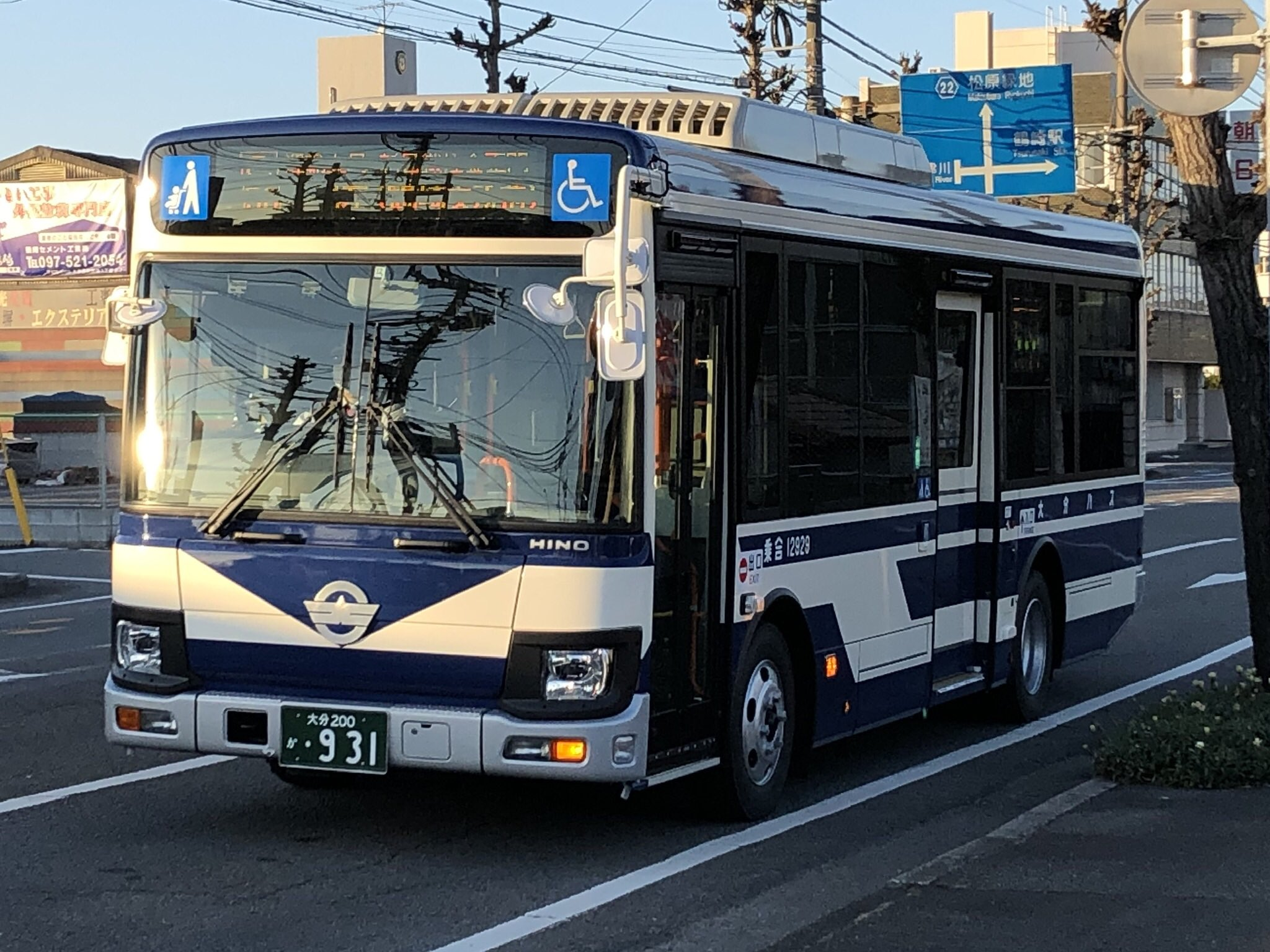
中型ノンステップバス
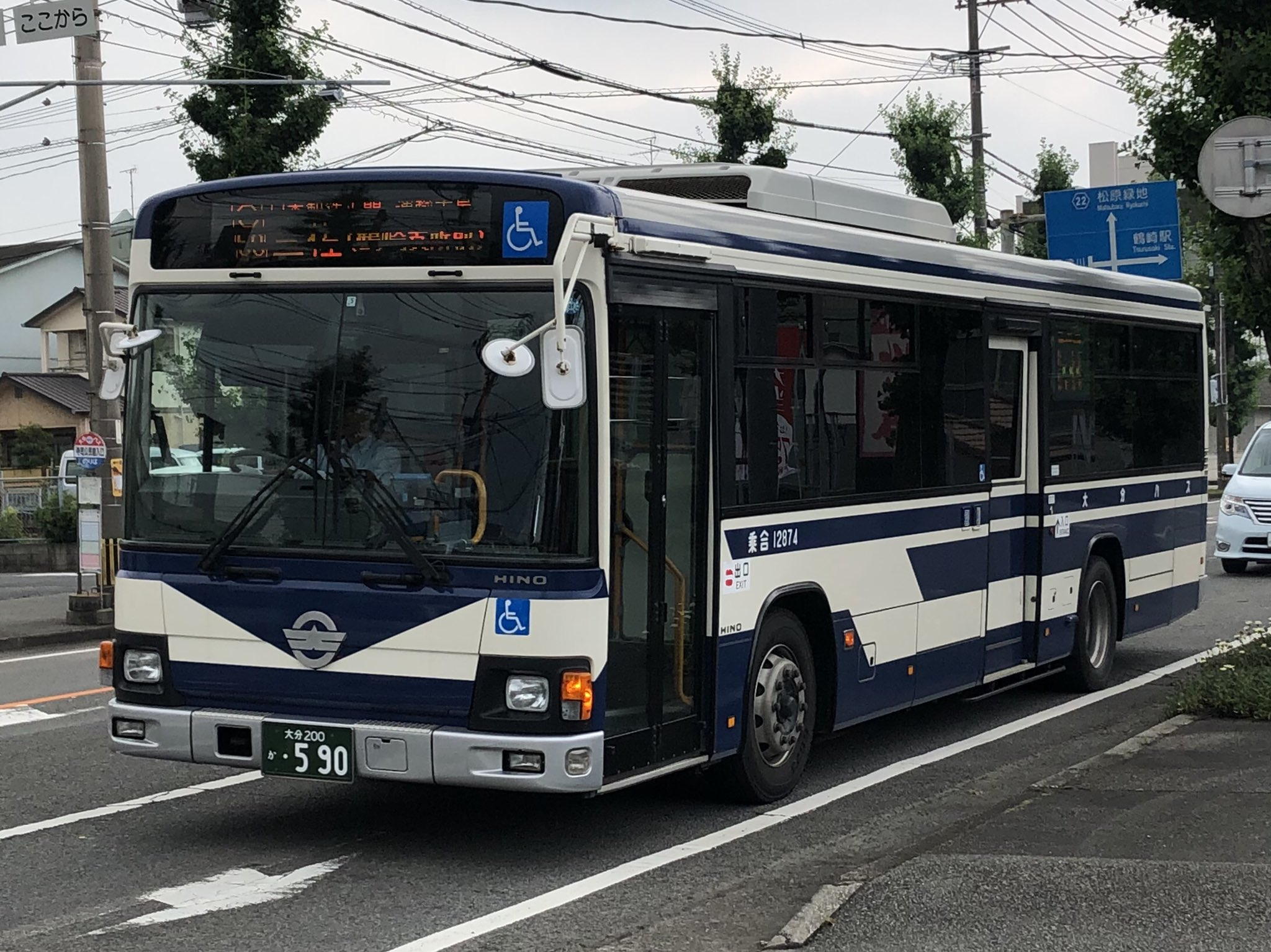
大型ワンステップバス
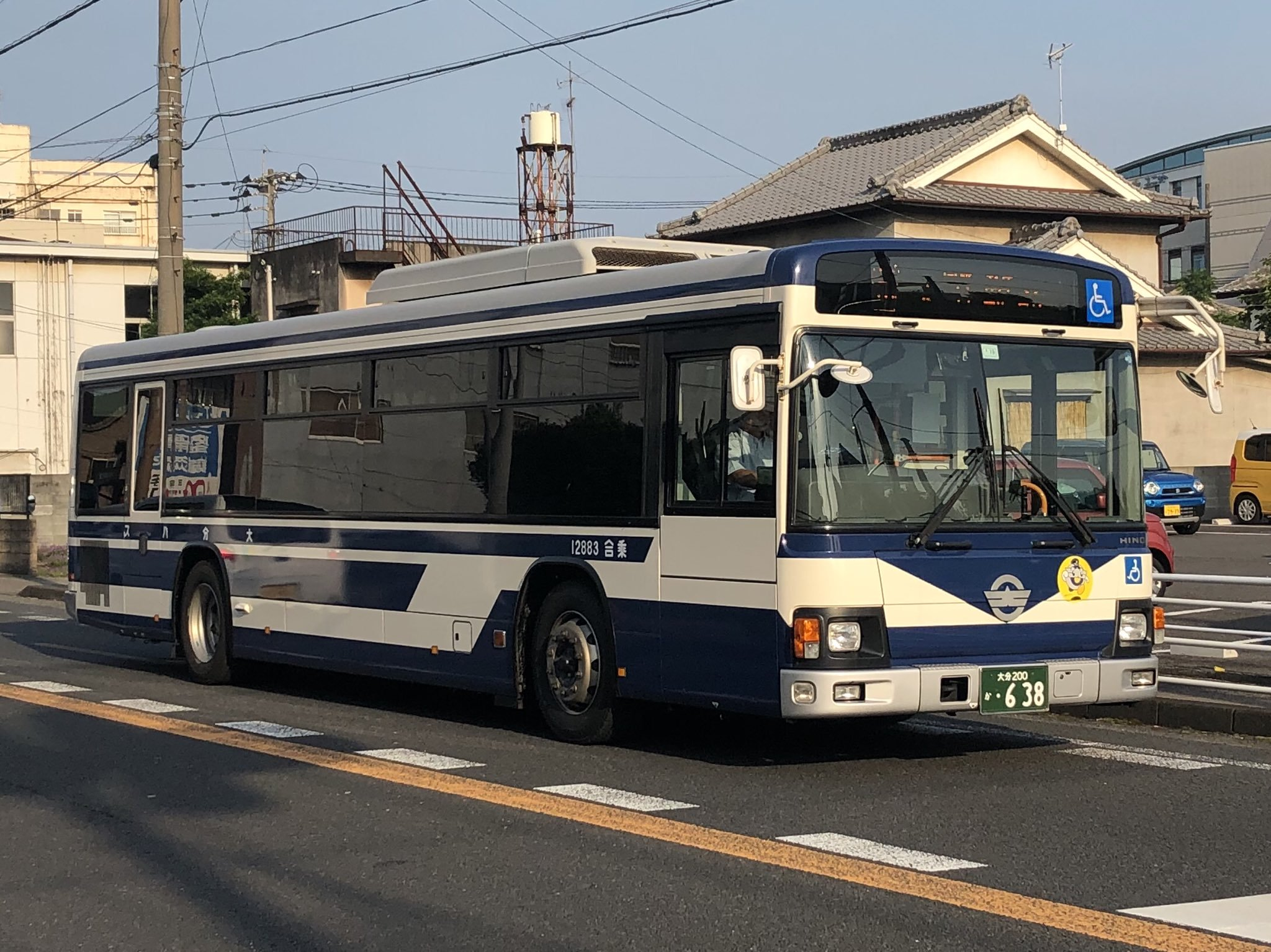
大型ノンステップバス
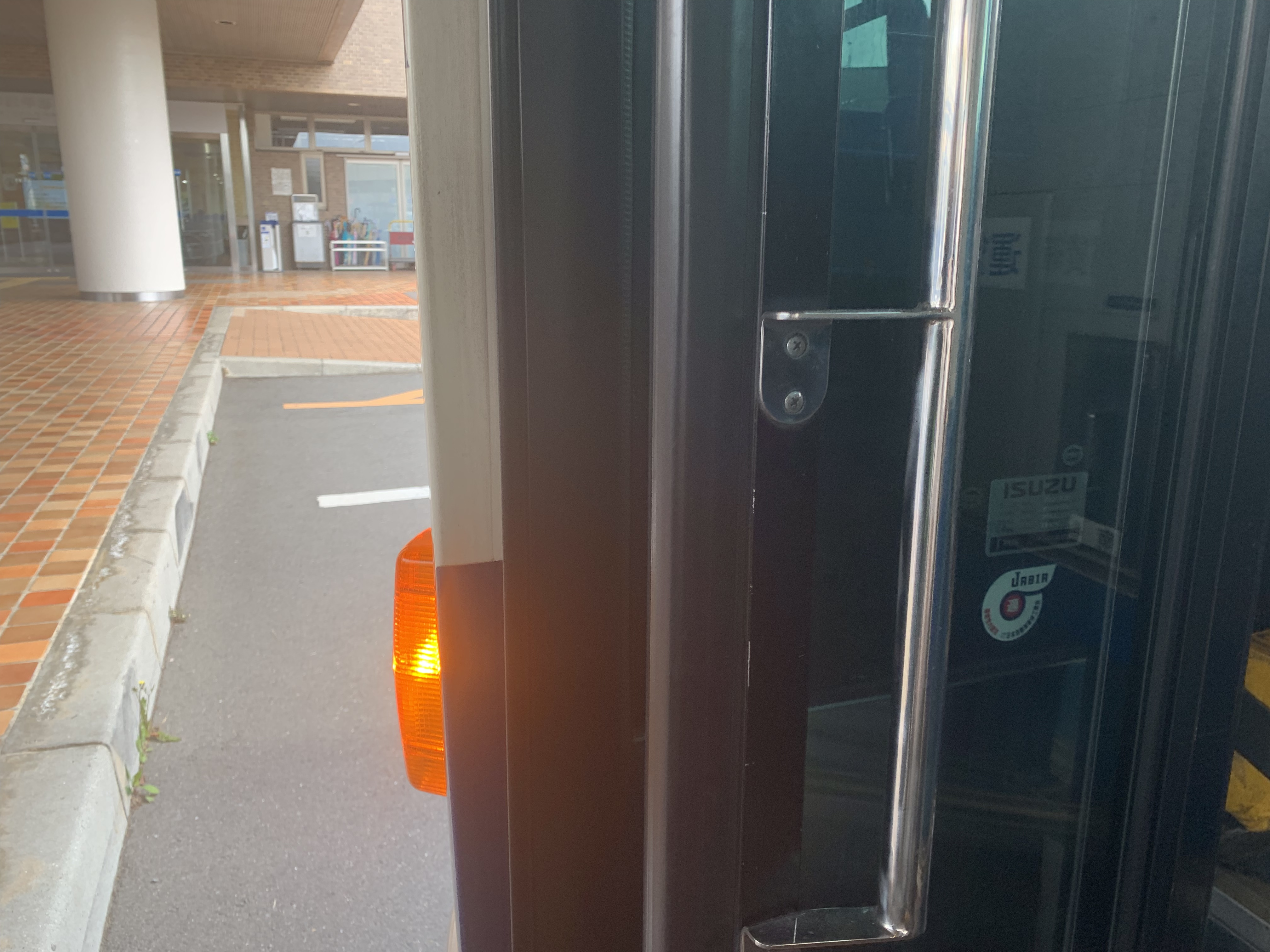
大分バスエルガミオいすゞ自動車製造銘板

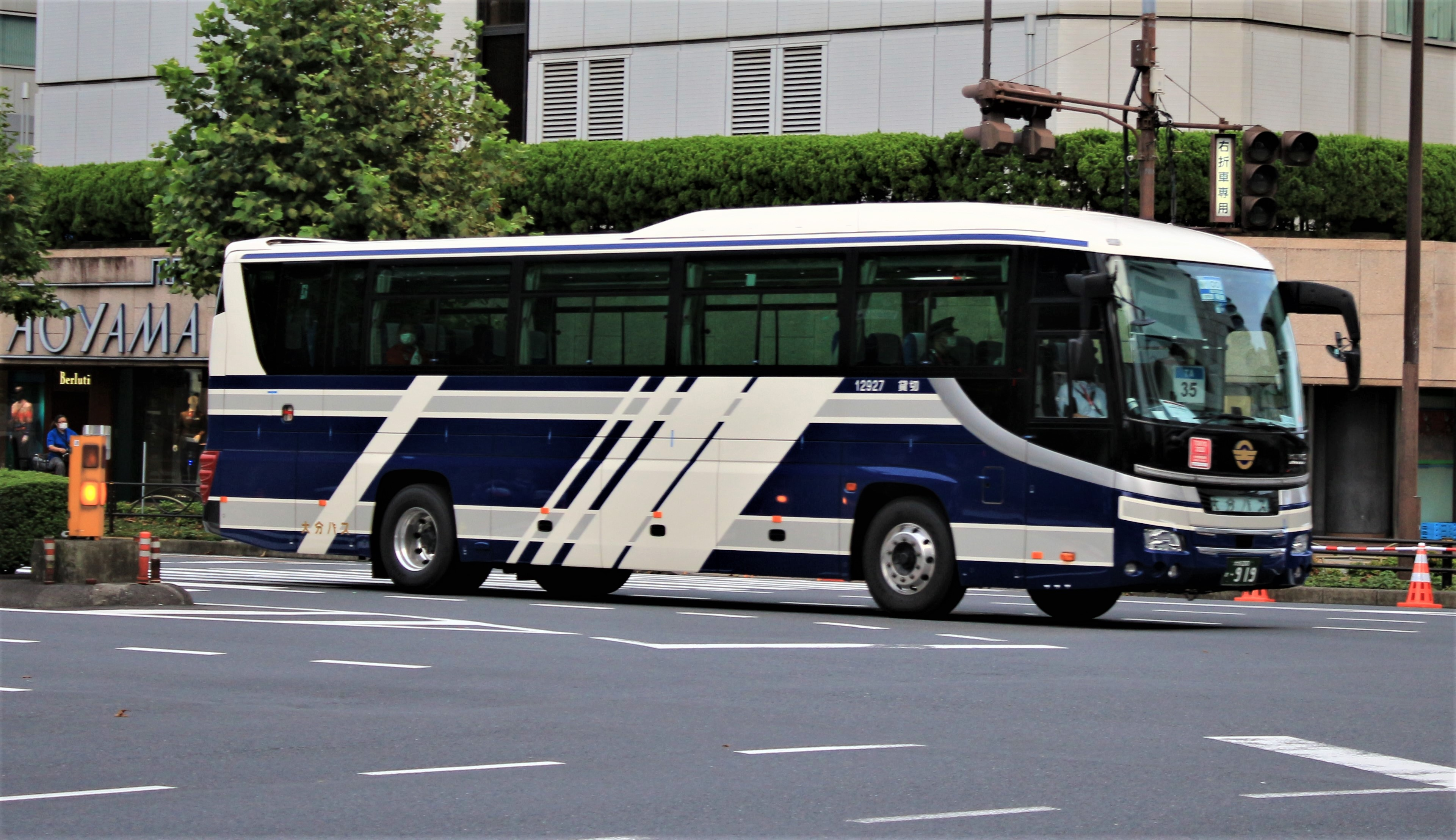
2020年東京パラリンピックで選手・関係者輸送に使用されたリフト付き貸切車（中央部の座席のない部分が車椅子スペース）

## その他の事業
- 吉野家のFC運営を、大分県大分市と別府市及び鹿児島県鹿児島市の店舗で行っている。
  - 別府市の店舗は同社が運営していた別府ドライブインの跡地にあるため、土地も管理している。鹿児島住吉店の駐車場はトロピカル号の鹿児島側の留置拠点でもあった[注 4]が、トロピカル号の廃止に伴い、現在は使われていない。
- 日田天領水の販売を行っている。
- 久住山荘南登山口キャンプ場（大分県竹田市大字久住）を運営している[17]。

## 子会社
- 大野竹田バス株式会社
- 臼津交通株式会社